# Паровой автомобиль

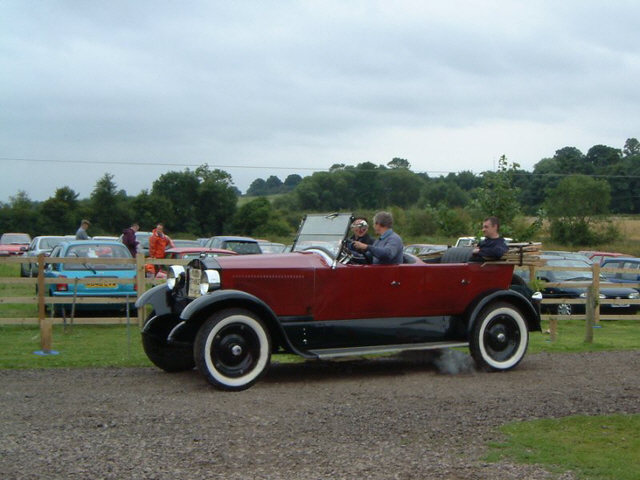
Паровой автомобиль «Stanley», (1923 года выпуска)

Паровой автомобиль (паромобиль, локомобиль) — автомобиль, использующий паровой двигатель (тепловой двигатель внешнего сгорания), на этом же двигателе передвигаются пароходы, паровозы и т. д.

## История

### XVII век

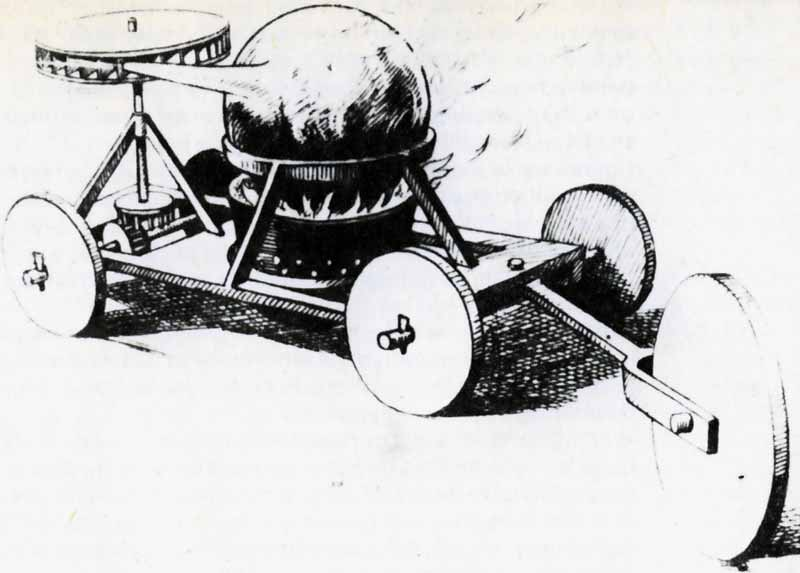
Паровой автомобиль Вербиста, 1678, гравюра XVIII века

Фердинанд Вербист, член иезуитской общины в Китае в своей рукописи Astronomia Europea, которая была закончена в 1681 году и напечатана в 1687 году в Германии, рассказывает, что около 1672 года он разработал в качестве игрушки для китайского императора паровую тележку, которая возможно была первым работающим паровым транспортным средством. В этой работе Вербст впервые упомянул термин «мотор» в его нынешнем значении. На одной заправке угля машина могла двигаться больше часа. Поскольку её длина составляла всего 65 см (25,6 дюйма) она представляла собой масштабную модель, не предназначенную для перевозки пассажиров, водителей или грузов, и называть её «машиной» не совсем точно. Несмотря на это, это был первый автомобиль, силовой установкой которого стал тепловой двигатель. Поскольку паровой двигатель ещё не был известен в то время, Вербст использовал принцип простейшей активной турбины. Пар генерировался в шаровидном котле и выходил из трубы сверху, откуда направлялся на простую открытую «паровую турбину» (как водяное колесо), которая приводила в движение задние колеса.
Первым применённым на производстве паровым двигателем был «огневой двигатель», сконструированный английским механиком Томасом Севери в 1698 году.

### XVIII век
Английский кузнец Томас Ньюкомен в 1712 году продемонстрировал свой «атмосферный двигатель». Это был усовершенствованный паровой двигатель Севери, в котором Ньюкомен существенно снизил рабочее давление пара. Попытки Ньюкомена использовать возвратно-поступательное движение поршня для вращения гребного колеса на судах оказались неудачными. Однако заслуга Ньюкомена в том, что он одним из первых реализовал идею использования пара для получения механической работы. Паровые машины Ньюкомена получили широкое распространение: к 1735 году только в Англии их было более сотни. На русском языке описание насоса Севери появилось в 1738 году в книге академика Георга Вольфганга Крафта (1701—54) «Краткое руководство к познанию простых и сложных машин», а в 1760 году в книге Ивана Андреевича Шлаттера (1708—68) «Обстоятельное наставление рудному делу…» появилось и первое описание пароатмосферной машины Ньюкомена. Это описание судя по всему было основано на материале из сочинений Лейпольда (1674—1727), либо же Белидора (фр. Bernard Forest de Bélidor, 1698—1761), где была описана машина, установленная в 1721—1724 годах англичанином Поттером на рудниках в Восточной Пруссии.
Джеймс Уатт усовершенствовал паровую машину Ньюкомена. Первым значительным усовершенствованием, которое Уатт запатентовал в 1769 году, была изолированная камера для конденсации. Он изолировал паровой цилиндр, а в 1782 году он изобрёл машину двойного действия. Вместе с более мелкими усовершенствованиями это изобретение позволило увеличить производительность паровой машины более чем в четыре раза. Кроме того, машина стала значительно проще в управлении.
Карл Маркс в своём труде «Капитал» так описал значимость этого изобретения:
Только с изобретением второй машины Уатта, так называемой паровой машины двойного действия, был найден первичный двигатель … который подвижен и сам является средством передвижения, … универсальный по своему техническому применению … Великий гений Уатта обнаруживается в том, что в патенте, который он получил в апреле 1784 г., его паровая машина представлена не как изобретение лишь для особых целей, но как универсальный двигатель крупной промышленности.

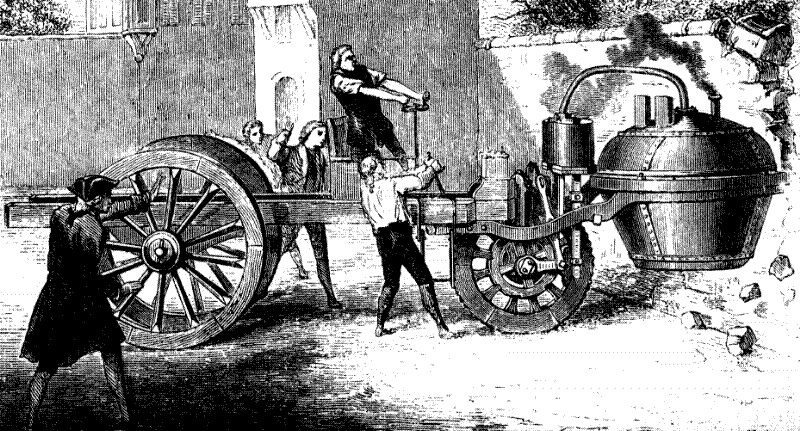
Телега Кюньо (Cugnot). Франция, 1771 год.

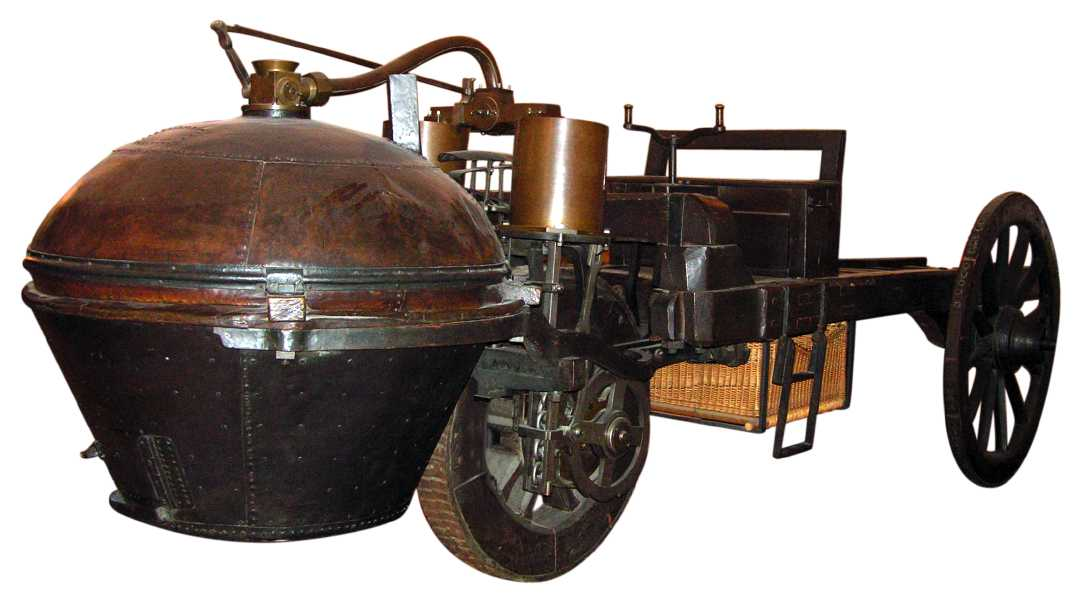
Первый паровой автомобиль изобретателя Никола-Жозефа Кюньо (Fardier de Cugnot)

В 1769 году французский изобретатель Никола Жозеф Кюньо испытал первый образец полноразмерной машины с паровым двигателем (усовершенствованная машина Ньюкомена), известный как «малая телега Кюньо», а в 1770 году — «большую телегу Кюньо». Сам изобретатель назвал её «Огненная телега» — она предназначалась для буксировки артиллерийских орудий.
«Телегу Кюньо» считают предшественницей не только автомобиля, но и паровоза, поскольку она приводилась в движение силой пара. Паровая телега Кюньо (фр. fardier à vapeur de Cugnot) имела привод на единственное переднее колесо. Однако из-за тяжёлого массивного котла, подвешенного прямо на переднюю поворотную ось, управлять «телегой»  было чрезвычайно тяжело, что и послужило причиной первой в мире автомобильной аварии: на испытаниях изобретатель не справился с управлением, и чудо техники XVIII века снесло стену Арсенала. Правда, некоторые авторы ставят факт аварии под сомнение.
К 1784 году в Редруте Уильям Мёрдок построил работающую модель паровой кареты.
В 1791 году русским изобретателем Иваном Кулибиным была изготовлена «самокатная повозка». Иван Петрович Кулибин начал работу над каретой с паровым двигателем и педалями в 1780-х. В числе его особенностей маховик, тормоз, коробка передач и подшипник, из которых состоит любой современный автомобиль. Его конструкция имела три колеса. Как и со многими другими его изобретениями, государство не видело потенциала этих разработок, и они не получили дальнейшего развития.
Первый патент на автомобиль в Соединённых Штатах был предоставлен Оливеру Эвансу в 1789 году.

### XIX век

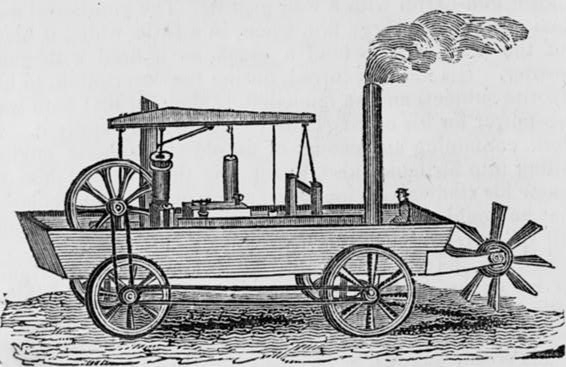
Машина-амфибия Оливера Эванса, 1805

Оливер Эванс демонстрировал свою первую успешную самоходную машину (землечерпалку) в 1805 году, которая считается не только первым автомобилем в США, но также и первой машиной-амфибией в мире, так как была способна передвигаться на колёсах по земле (ограниченно) и посредством лопастей на воде. После доставки землечерпалки заказчику колесный ход на ней был демонтирован и больше никогда не применялся.

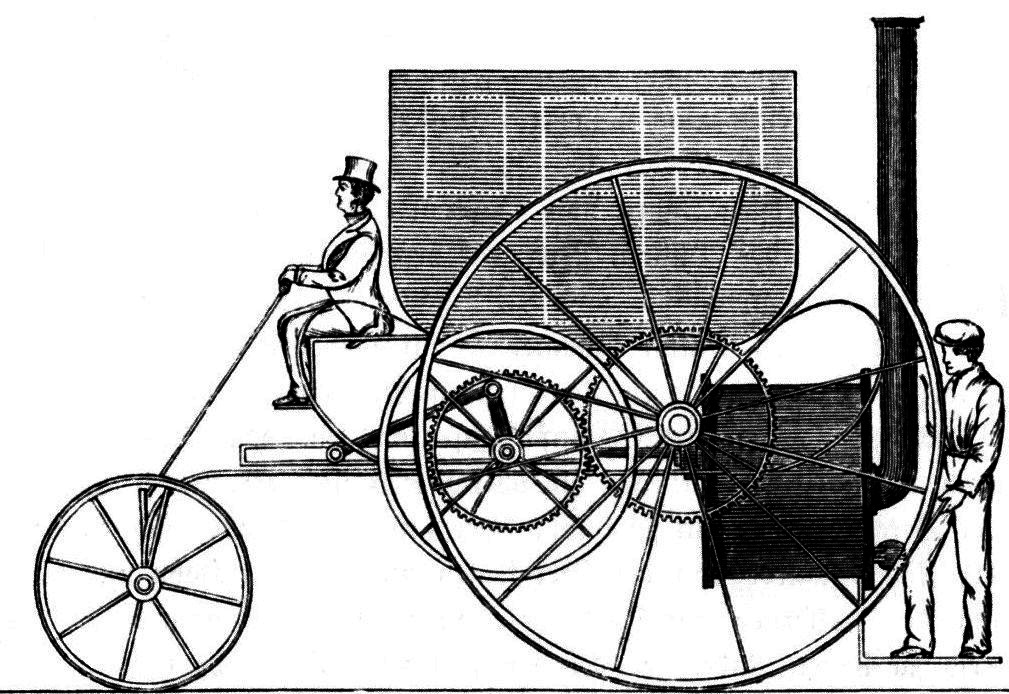
Лондонская паровая карета.
В 1802 году английский конструктор Ричард Тревитик сделал паровой автомобиль. Экипаж двигался с грохотом и чадом, пугая пешеходов. Его скорость достигла 10 км/ч. Чтобы получить такую скорость движения, Тревитик сделал огромные ведущие колёса, которые были хорошим подспорьем на плохих дорогах.

В 1801 году Ричард Тревитик ездил на полноразмерной машине по дорогам Камборна.
Такие машины какое-то время были в моде и на протяжении следующих десятилетий были разработаны такие новшества как ручной тормоз, многоступенчатая трансмиссия и улучшенное рулевое управление. 

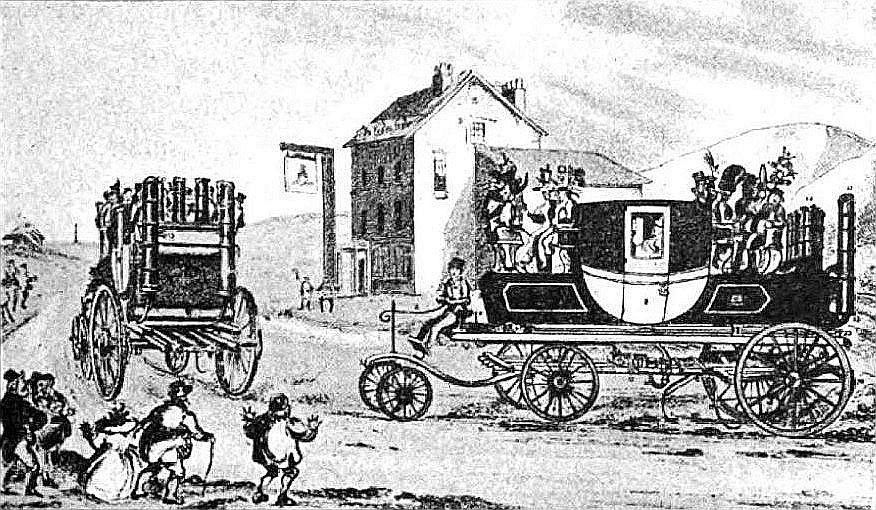
паровые автомобили в 1826 году в Лондоне

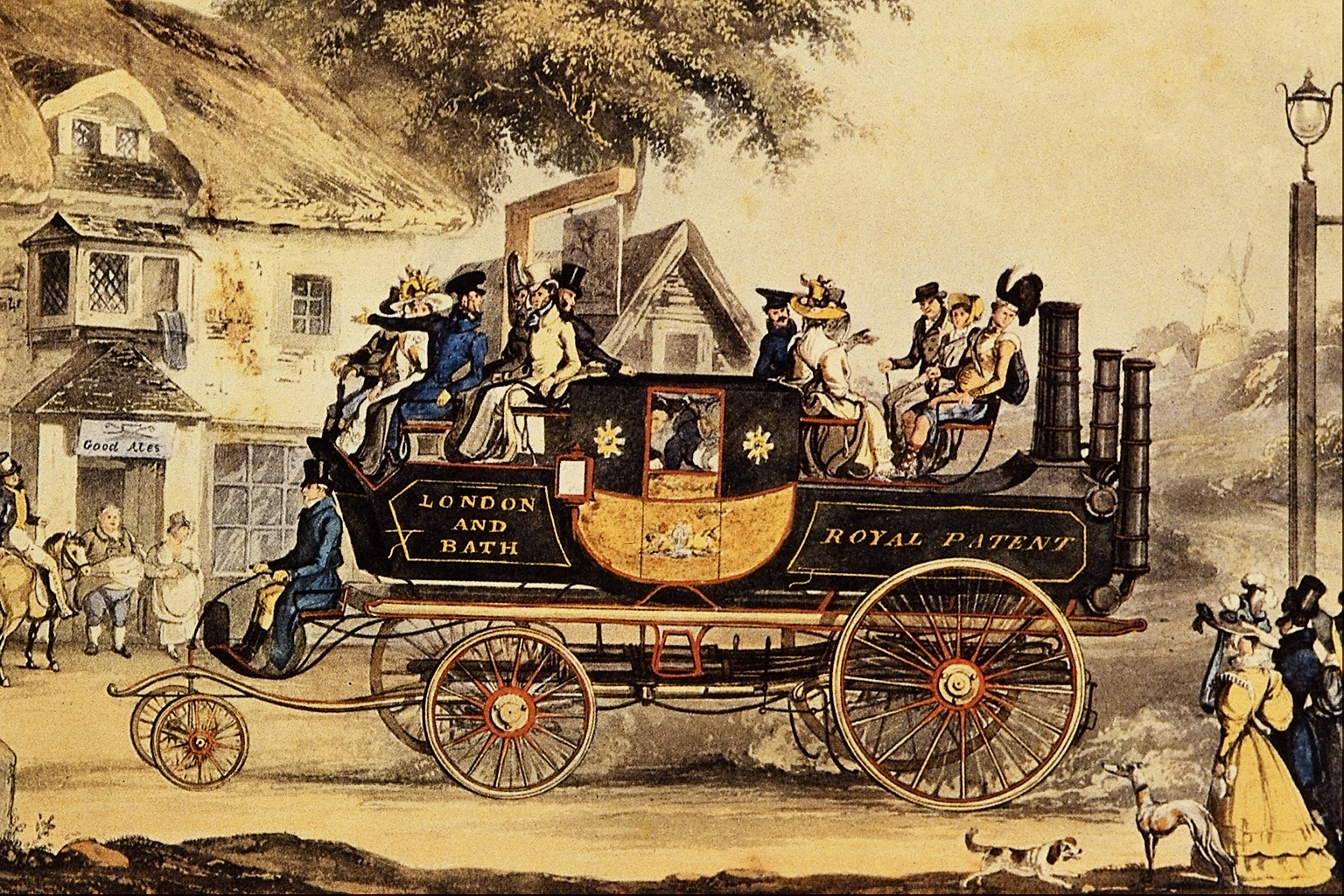
паровой автомобиль в 1828 году

Некоторые были коммерчески успешны в обеспечении общественного транспорта, пока общественное сопротивление против этих слишком быстрых машин не повлекло принятие в 1865 году Закона о локомотивах, требующего, чтобы на общественных дорогах Великобритании перед самоходными машинами шёл человек, размахивающий красным флагом и дующий в сигнальную дудку. Это решительно подавило развитие дорожного автотранспорта практически на всю оставшуюся часть XIX века. В итоге усилия инженеров и изобретателей были брошены на железнодорожные локомотивы. Закон не отменялся вплоть до 1896 года, хотя необходимость в красном флаге была устранена в 1878 году.
В XIX веке дилижансы на паровой тяге и рутьеры (паровые тягачи, то есть безрельсовые паровозы) для обычных дорог строились в Англии, Франции и применялись в ряде европейских стран, включая Россию, однако они были тяжёлыми, затратными и неудобными, поэтому широкого распространения не получили.
Среди других работ: паровая машина на жидком топливе, собранная в 1815 году профессором Пражского политехникума Йозефом Божеком и четырёхместный паровой фаэтон, сделанный в 1813 году Уолтером Хэнкоком, разработчиком и оператором паровых автобусов Лондона.

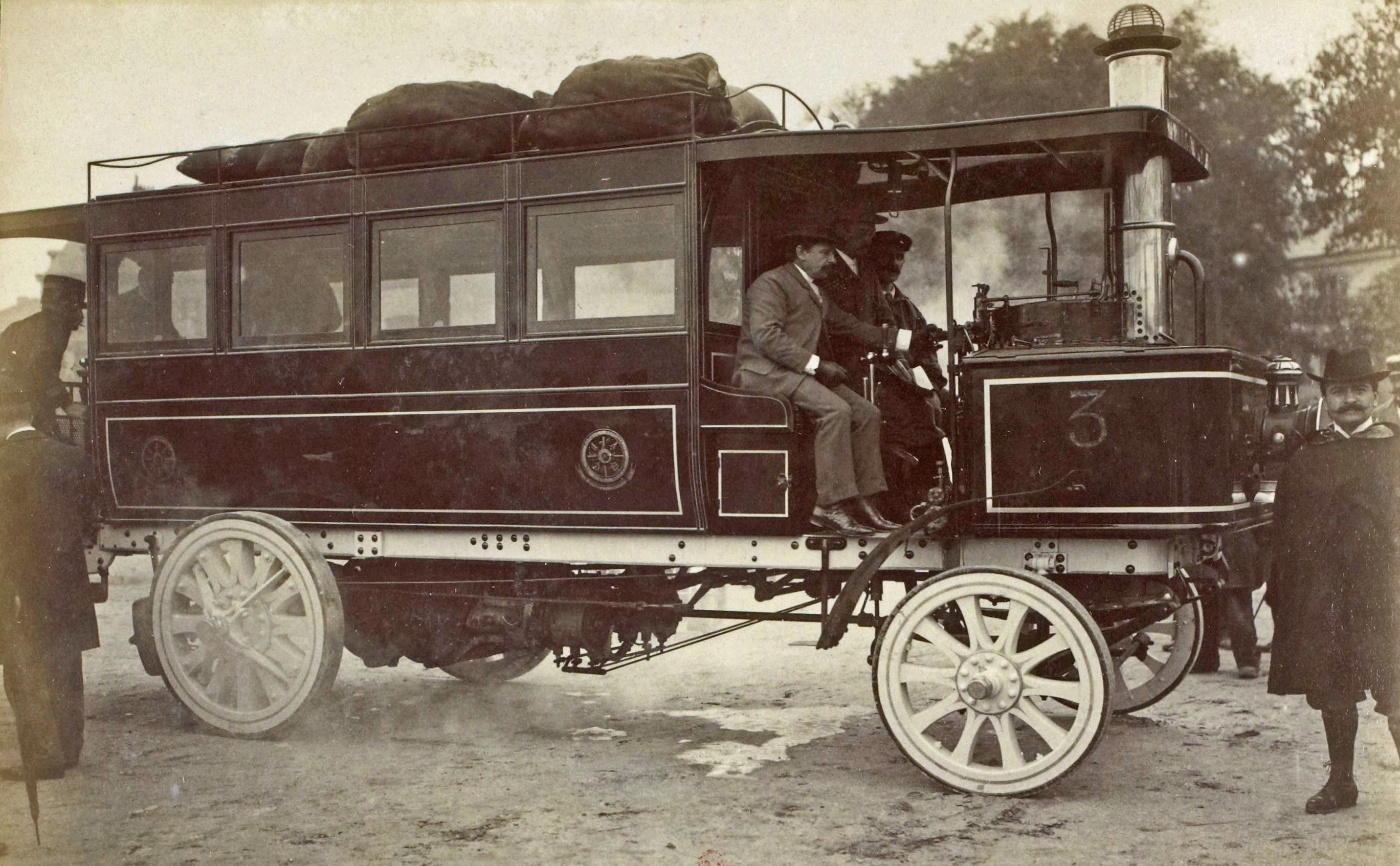
Паровой автобус (омнибус) 1899

В конце XIX века ЭСБЕ так описала ситуацию с паровыми автомобилями (см. также):
Идея самодвижущейся повозки появилась одновременно с идеей паровой машины. Первое и неудачное осуществление этой идеи принадлежит французскому артиллеристу Кюньо (1769 г., см. соотв. статью). 
В 1781 г. Мёрдок, один из мастеров на заводе Уатта и Больтона, сделал вполне удачную модель самодвижущейся дорожной паровой машины. Вслед за этим в Англии стали появляться один за другим многие, более или менее удачные дорожные паровозы.
В 1802 г. Тревитик первый получил патент на такую машину, которая много раз ездила, со скоростью до 10 миль в час, пока не наехала на палисад, вследствие чего дальнейшая езда была запрещена (см. соотв. статью). 

После него сделаны были значительные усовершенствования; однако, в то же время как паровозы на железных дорогах получали все большее и большее распространение, дорожные паровозы сочувствия не вызвали; к 1831 г. на них наложили большие ограничения и пошлины за пользование общественными дорогами, так что предприятия этого рода стали не выгодными и не могли больше прогрессировать. С этого времени почти до конца XIX стол. английские конструкторы оставили лёгкие, быстроходные дорожные паровозы и занялись преимущественно усовершенствованием тихоходных самодвижущихся сельскохозяйственных локомобилей, способных перевозить и тяжести по обыкновенным дорогам, даже с довольно большою скоростью. Тем временем были сделаны два изобретения, оказавшие впоследствии весьма важное влияние на развитие лёгких дорожных автомобилей: в 1845 г. W. R. Thomson взял патент на каучуковые шины, а в 1860 г. Ленуар устроил первый газовый двигатель. Затем появились двигатели бензиновые, керосиновые и электрические, приводимые в действие аккумуляторами. Все эти двигатели легче паровых при той же силе и поэтому особенно пригодны для самодвижущихся повозок, так же как и паровые с трубчатыми котлами Серполле. Всё это заставило изобретателей и конструкторов снова обратить своё внимание на самодвижущиеся повозки, получившие теперь общее название «автомобили», но на этот раз центрами производства оказались Франция и Германия.
По мере увеличения количество парового транспорта на дорогах английское правительство стало издавать очень строгие правила для паровых дилижансов:

Первое правило: впереди каждого парового дилижанса, на расстоянии 55 метров, должен идти человек с красным флагом. При встрече с каретами или всадниками он должен предупреждать путников о том, что за ним следует паровик. Второе правило: машинистам строго запрещается пугать лошадей свистками. Выпускать пар из машин разрешается только в случае отсутствия на дороге лошадей. Третье правило: скорость движения паровика не должна превышать в деревне шести километров в час, а в городе — трёх километров.
В 1850 году английский изобретатель Уильям Говард использовал для пахоты локомобиль. Во второй половине XIX века на полях Великобритании работало уже около двух тысяч таких машин.

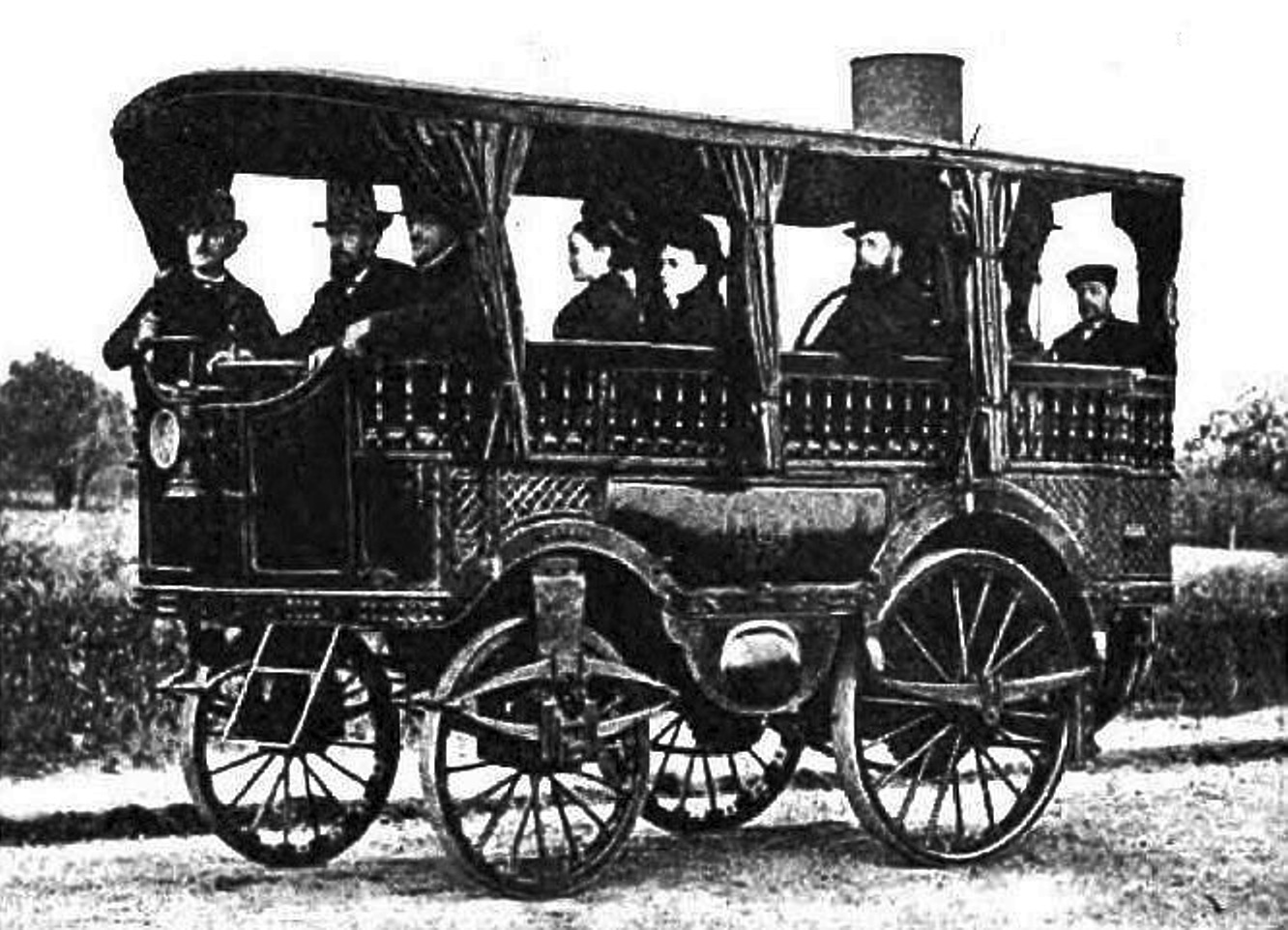
Паровой дилижанс L'Obéissante 1875 года развивал скорость до 40 км/ч

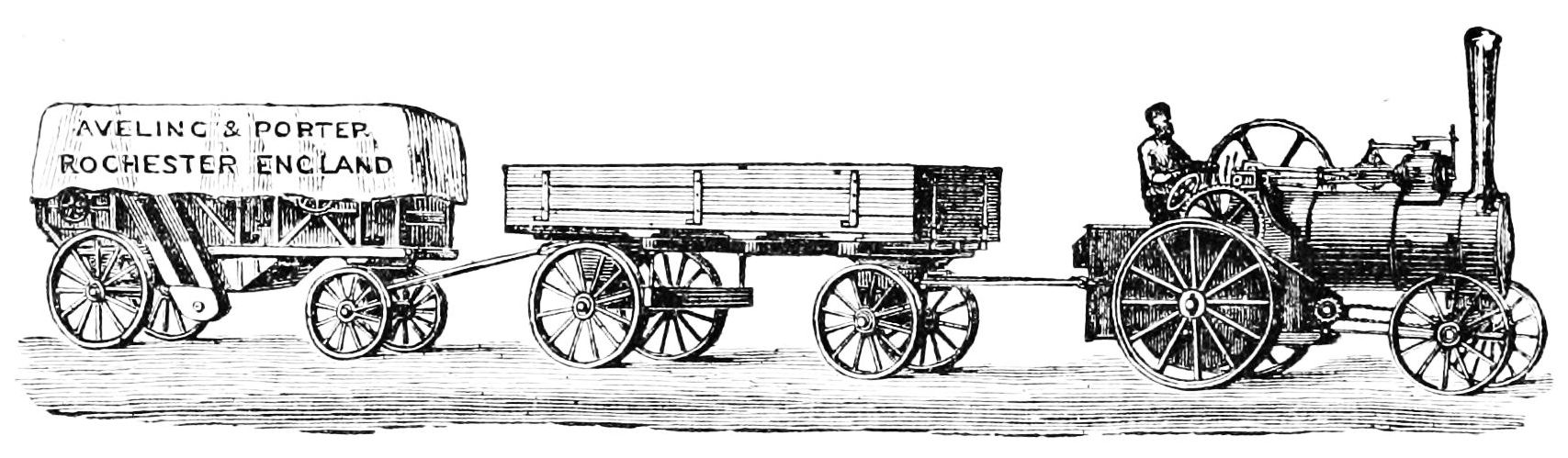
паровой грузовой автомобиль в 1877 или 1878 году

Во время Русско-Турецкой войны 1877-1878 в Российской империи была сформирована военная часть в составе 12 угольных рутьерoв британского и российского производства. Локомобили работали в транспортировке тяжёлой артиллерии, разгрузке вагонов (один был с краном) и электростанциями. Позже рутьеры были направлены в Баку, где были переработаны на работу с мазутом, и отправлены на войну с текинцами.
Были отдельные случаи постройки легковых автомобилей, как предметов роскоши. Так, в историю вошёл La Marquise (официальное название — De Dion-Bouton et Trepardoux), построенный в 1884 году и работавший на паровой тяге.
Появление лёгкого, компактного и достаточно мощного двигателя внутреннего сгорания открыло широкие возможности для развития автомобиля. 
В 1885 году немецкий изобретатель Готтлиб Даймлер, а в 1886 году его соотечественник Карл Бенц изготовили и запатентовали первые самодвижущиеся экипажи с бензиновыми двигателями. После появления бензинового двигателя, конструкторы продолжили строить и совершенствовать паровые автомобили на протяжении ещё нескольких десятилетий.

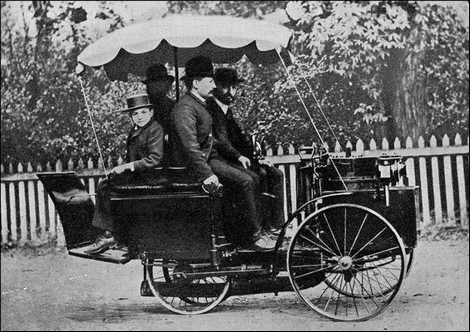
La Marquise, 1884

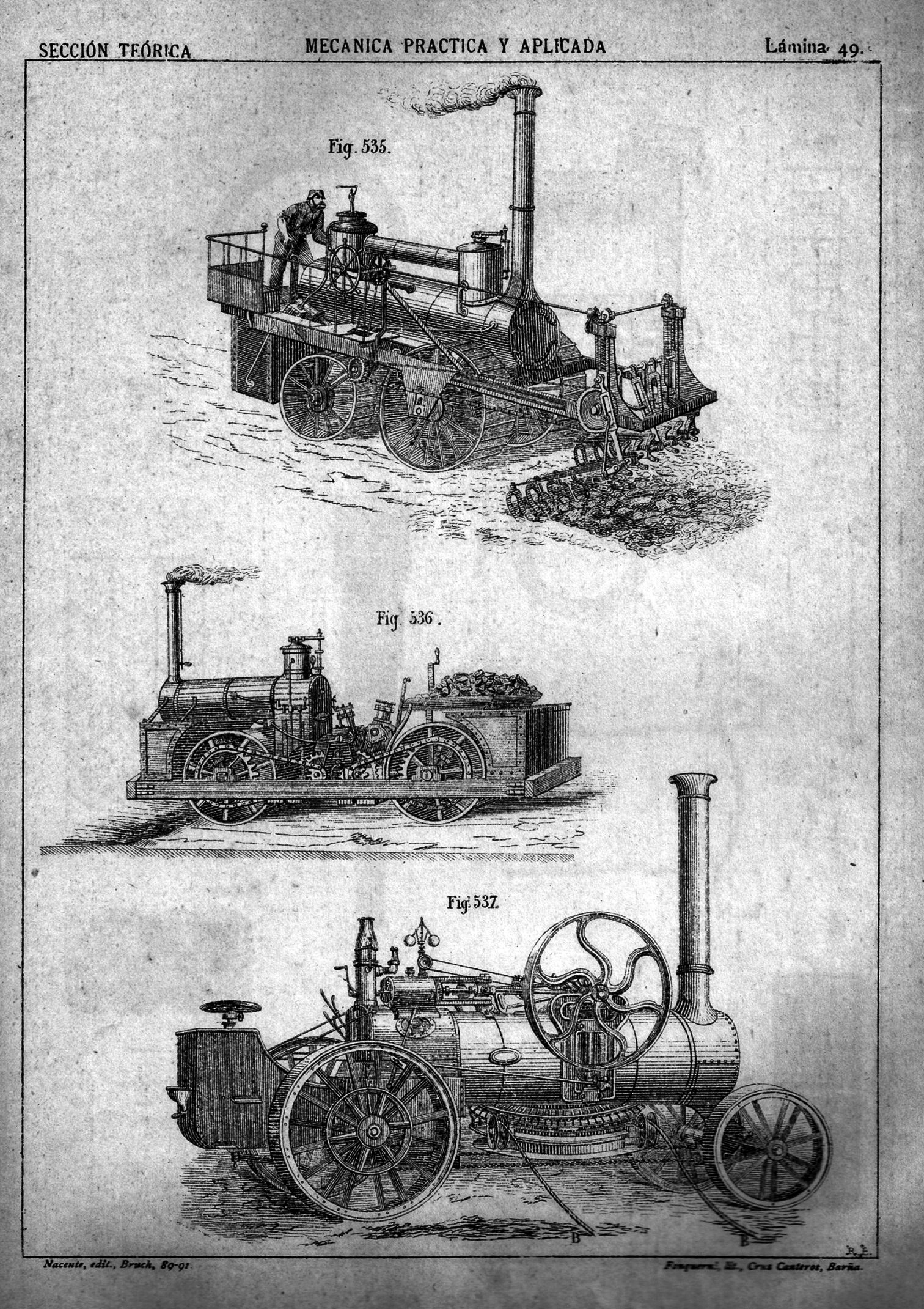
Паровой трактор, 1895
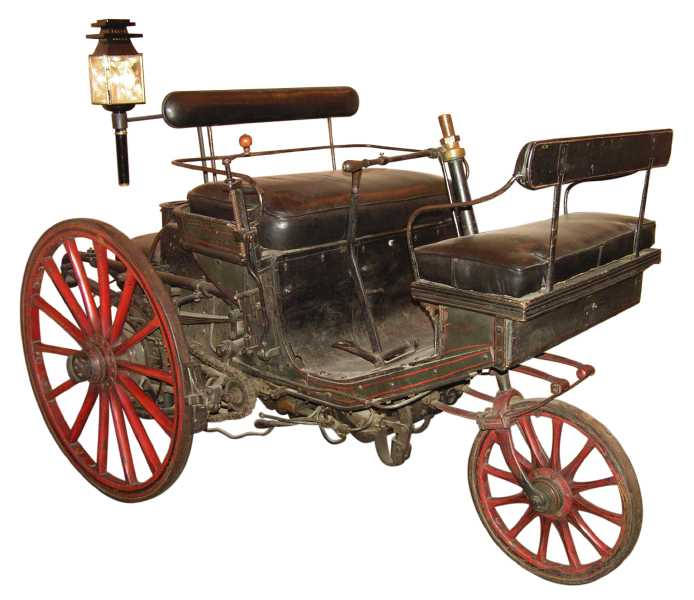
Трицикл изобретателя Серполле (Serpollet), 1885. Вид спереди-справа
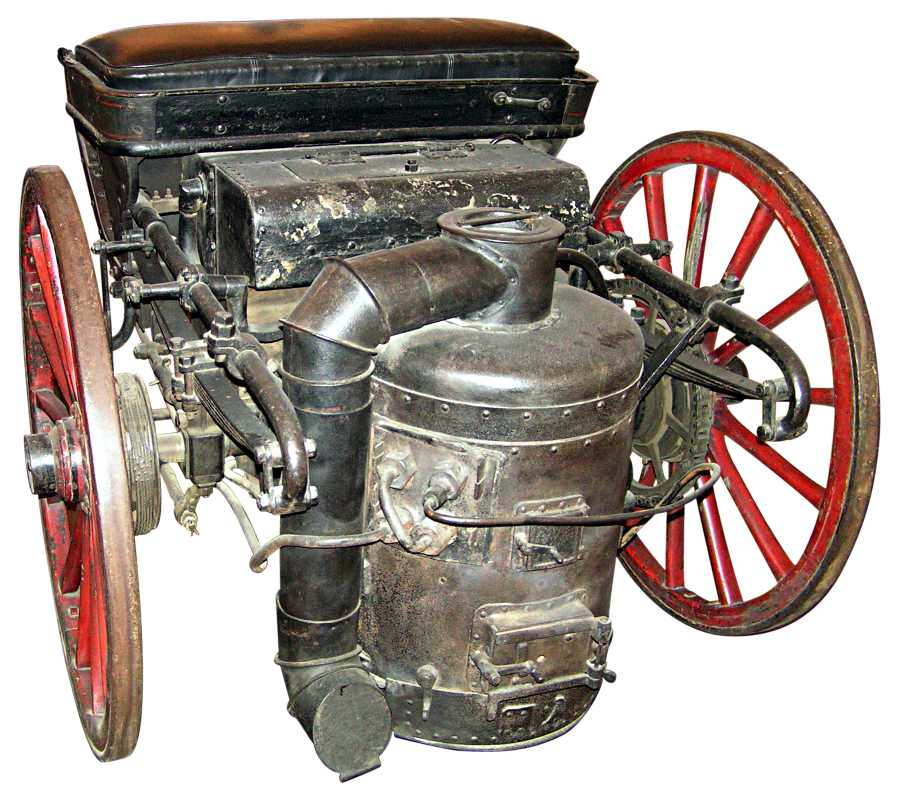
Трицикл изобретателя Серполле, вид сзади на паровой котёл
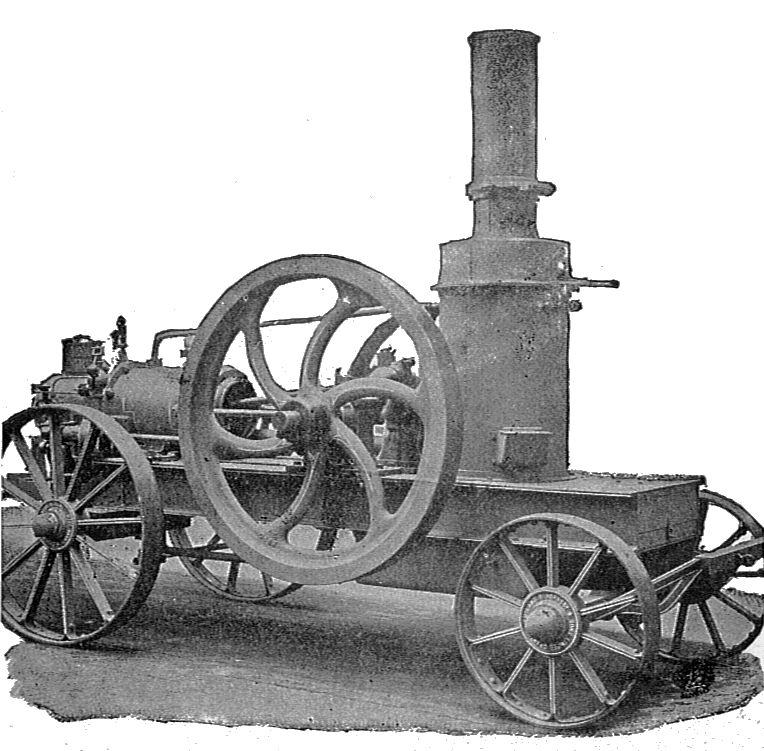
Локомобиль, 1897

### XX век

Паровой автомобиль Stanley 1904 года в 2014 году

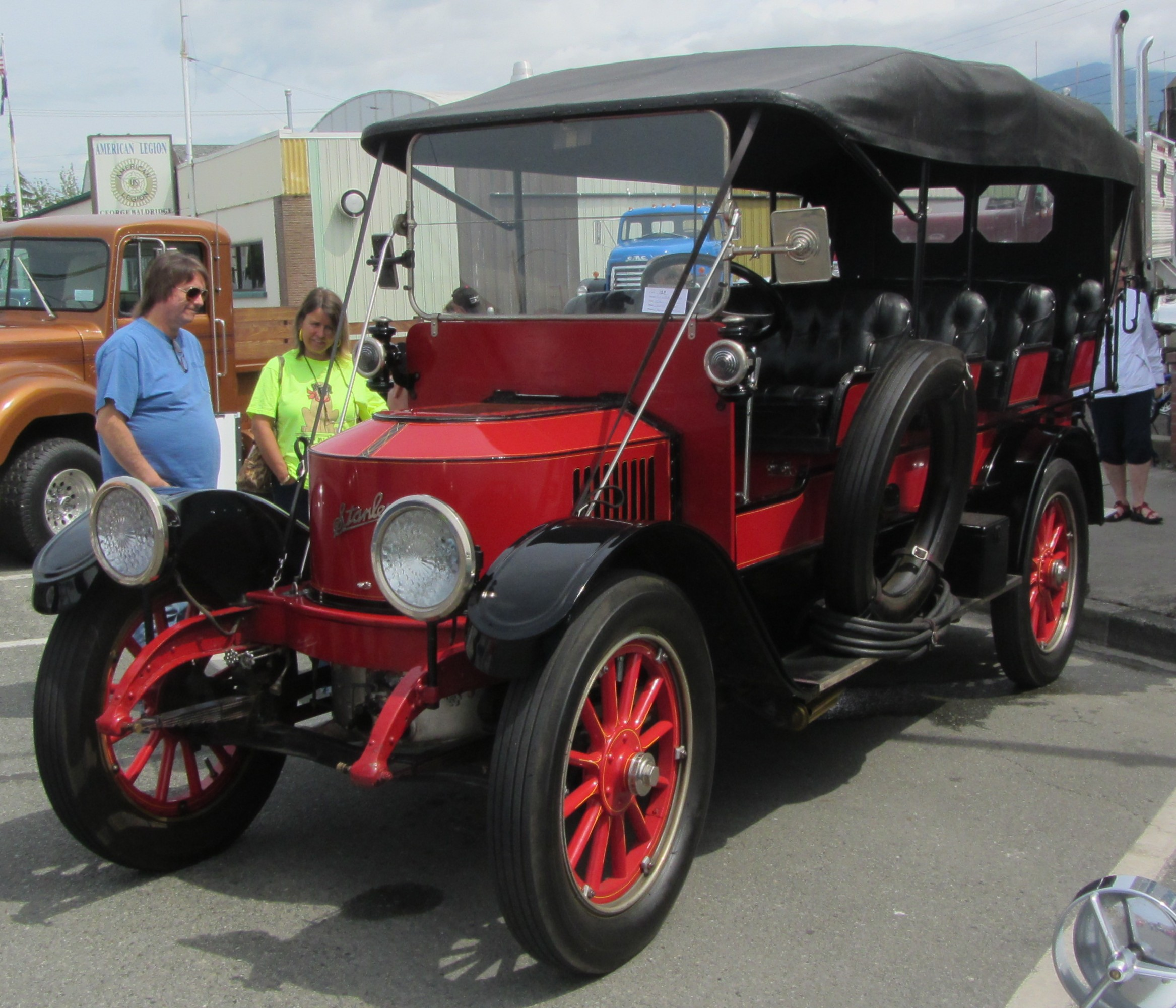
Паровой автобус Stanley

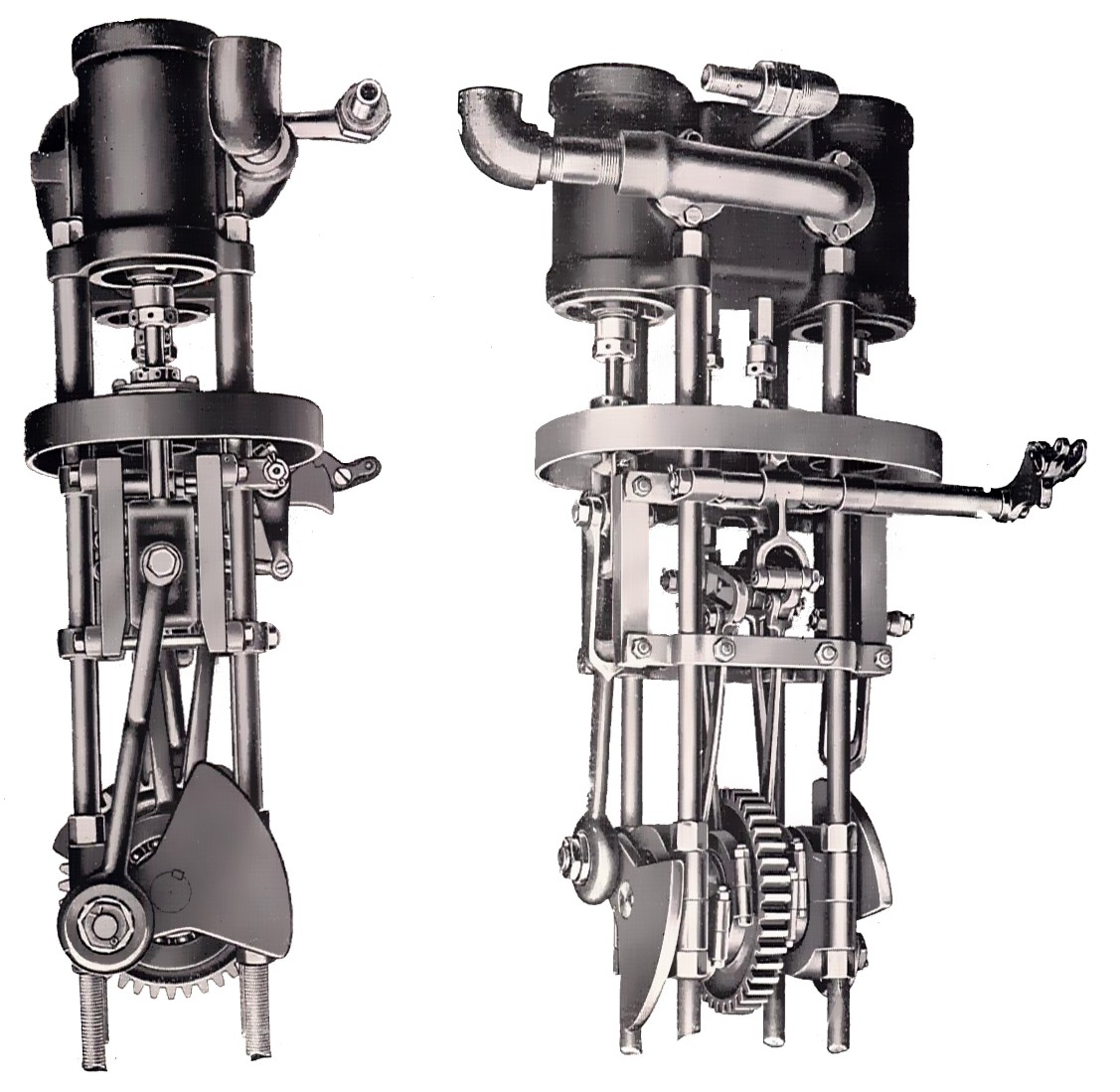
Автомобильный паровой двигатель Stanley, 1912

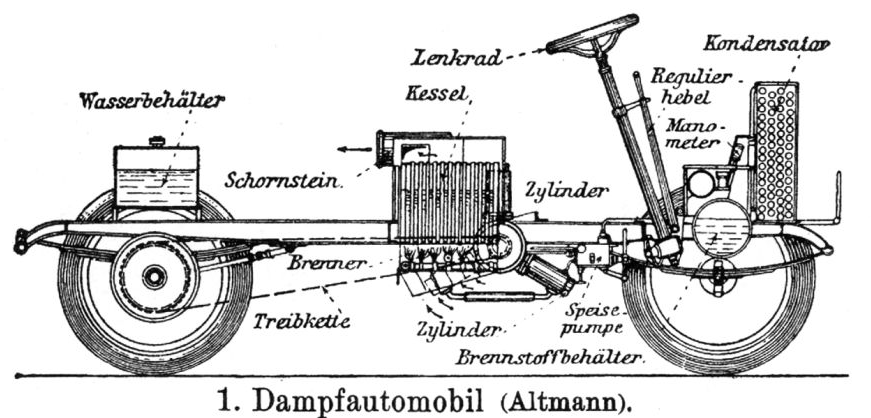
1911 год. Радиатор играет роль парового конденсатора, что позволяет машине работать с ограниченным запасом воды, используя лишь несколько литров воды на 100 км пробега

В первой четверти XX века автомобили с паровой машиной и электромобили получили широкое распространение. В 1900 году примерно половина автомобилей в США была на паровом ходу. Паровые, электрические и бензиновые автомобили конкурировали десятилетия, пока в 1910-х бензиновые двигатели внутреннего сгорания не стали доминирующими. (особенно, когда Генри Форд наладил массовое производство знаменитой «модели Т», выпускавшейся с 1908 года). Однако в 1920-е годы популярность паровых машин поднялась из-за роста цен на бензин по сравнению с керосином и мазутом, на которые тогда был небольшой спрос, и, поскольку бензин стоил в несколько раз дороже вышеупомянутых видов топлива, многие коммерческие операторы грузовых машин предпочитали использовать паровые машины, работающие на жидком топливе, тем более, что это упрощало их эксплуатацию.
Братья Стэнли производили около 1000 автомобилей на паровом ходу в год. В 1909 году братья открыли первую в Колорадо гостиницу люкс-класса, от железнодорожной станции до гостиницы гостей возил паровой автобус, что стало фактическим началом автомобильного туризма. Фирма Stanley выпускала автомобили на паровом ходу до 1927 года. Несмотря на ряд достоинств (хорошая тяга, многотопливность), паровые автомобили сошли со сцены к 1930-м годам из-за своей неэкономичности и сложностей при эксплуатации.
Дольше всего промышленность выпускала паровые грузовики — до 1960-х годов. Весьма активно паровики использовались фермерами США и Великобритании: насчитывается 6 типов сельскохозяйственной паровой техники, работавших на фермах до 1950-х годов.
В Великобритании паровые грузовики были особенно популярны до 1933 года, когда законодатели ввели налог на грузовой транспорт, основанный на массе машины, что поставило тяжёлые паровые грузовики в невыгодное положение по сравнению с карбюраторными машинами и, с другой стороны, в 1934 году уменьшили тарифы на импортные нефтепродукты (в то время когда паровые грузовики «Сентинел» работали на недорогом местном угле). Энтузиасты паровых автомобилей склонны объяснять это как результат политического давления со стороны США, которые в то время являлись главным экспортёром нефтепродуктов. Однако, несмотря на это, паровые грузовики использовались там до 1950-х годов, и многие из них продолжают работать и по сей день в качестве туристских автобусов и музейных экспонатов на ходу.

#### Советские проекты
Паровые автомобили имеют весьма малое распространение.
Главнейшие недостатки —
необходимость большого запаса тяжеловесного топлива,
медленный пуск в ход вследствие длительного разогревания...
В 1948 году был построен опытный НАМИ-012 на шасси семитонного ЯАЗ-200 (позже МАЗ-200). Характеристики трехцилиндровой паровой машины были вполне привычными: мощность — 100 л. с., обороты — до 1250 в минуту. А габариты и масса получились даже меньше, чем у дизеля с коробкой передач. Правда, эту экономию сводил на нет тяжеленный (около тонны) «котлоагрегат».

### XXI век
Любители паровых машин устраивают слёты, наиболее известным из которых является Great Dorset Steam Fair в британском графстве Дорсет. Он проводится с 1969 года и длится 5 дней. В конце фестиваля устраивается парад автомобилей. В 2013 году зафиксировано рекордное число участников парада — 103 паровые машины.

## Рекорды скорости

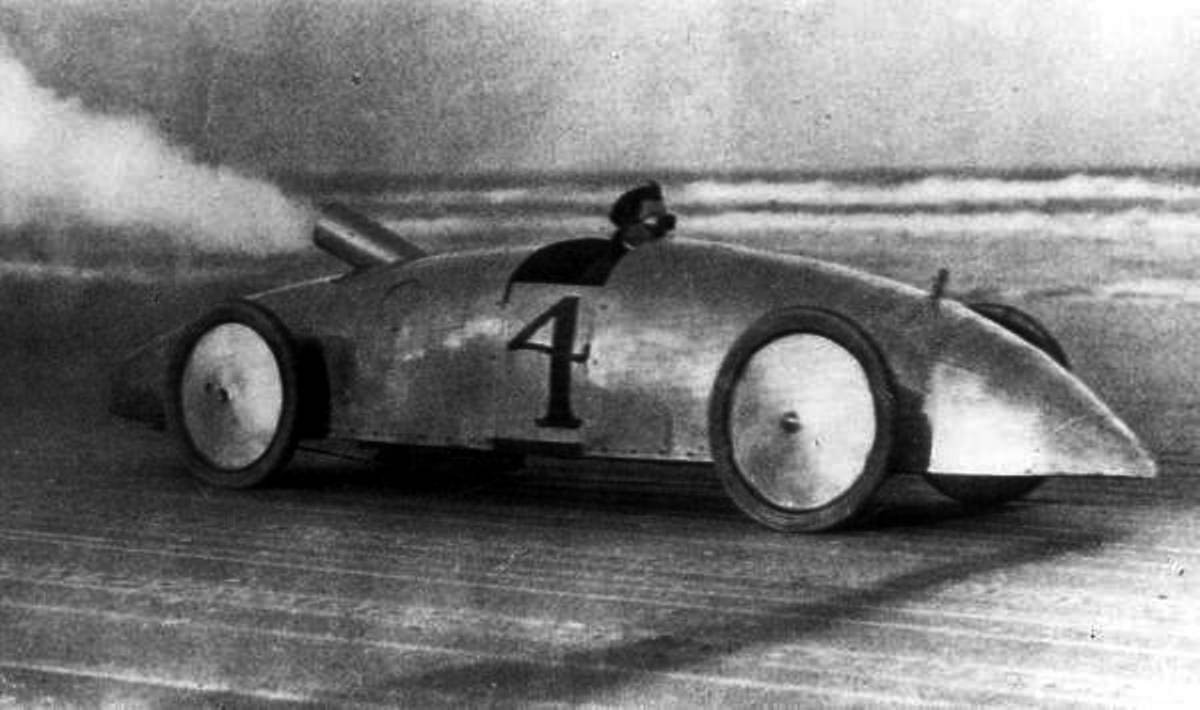
Паровой автомобиль Stanley в 1903 установил скоростной рекорд Daytona Beach Road Course

В 1906 году паровой автомобиль фирмы Stanley установил рекорд скорости — 205,5 км/ч (127,659 миль/час). В следующем году рекорд пытались побить снова, но автомобиль потерпел аварию из-за неровностей трассы. Модель 1907 года проезжала на одной заправке водой 50 миль. Необходимое для движения давление пара достигалось за 10-15 минут от запуска машины. Это были любимые машины полицейских и пожарных Новой Англии.
14 мая 1913 года в гонках по Санкт-Петербургу, на Волхонском шоссе, преодолена скорость 202,1 км/ч. Русская автогонщица Дарья Римская-Корсакова разогнала автомобиль Vauxhall до 110 км/ч (104,5 верст/час).
Самая высокая скорость для паровых автомобилей была достигнута в августе 2009 года болидом, разработанным группой британских инженеров. Средняя максимальная скорость нового болида в двух заездах составила 139,843 мили в час, или 223,748 километра в час. В первом заезде болид развил скорость 136,103 мили в час (217,7 километра в час), а во втором — 151,085 мили в час (241,7 километра в час). Паровой автомобиль оснащён 12 котлами, в которых вода нагревается за счёт сгорания природного газа. Из котлов пар под давлением, со скоростью в два раза превышающей скорость звука, подаётся в турбину. В минуту в котлах испаряется около 40 литров воды. Общая мощность силовой установки составляет 360 лошадиных сил.

## Преимущества паровых автомобилей

Упрощённая схема паровой машины с тройным расширением.
Пар высокого давления (красный цвет) от котла проходит через машину, выходя в конденсатор при низком давлении (голубой цвет).

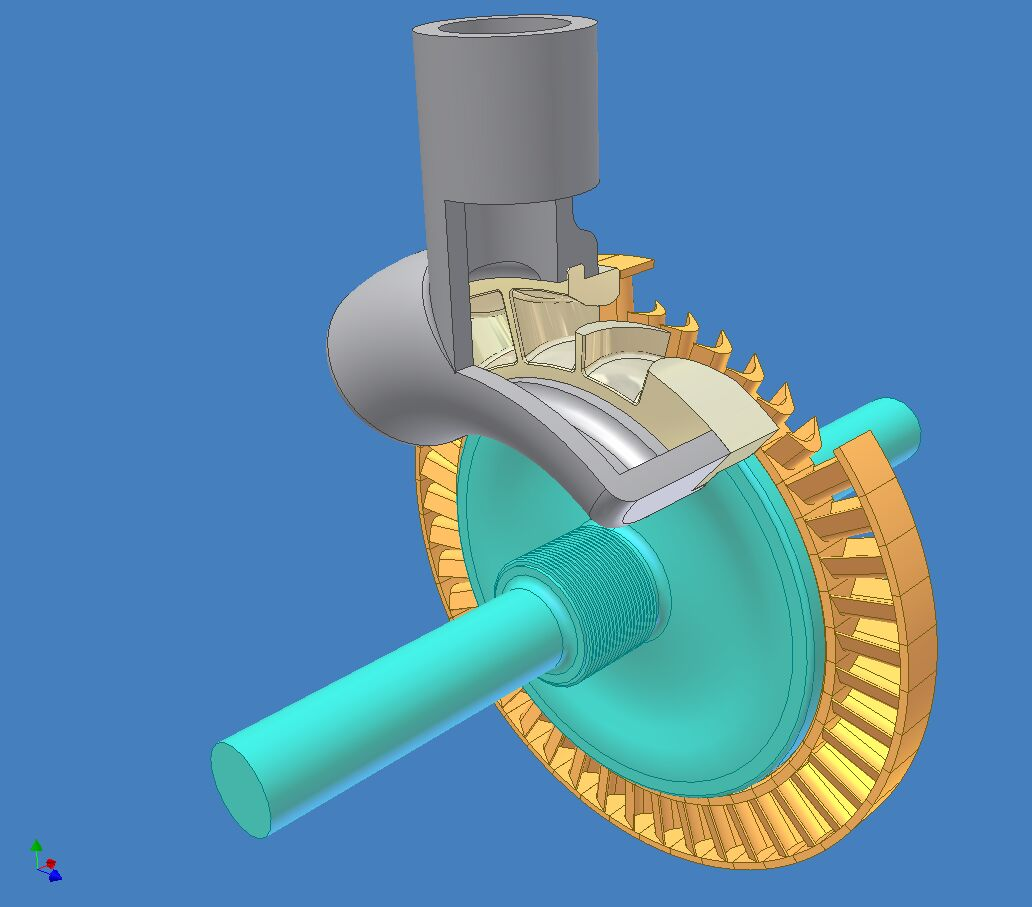
Модель одной ступени паровой турбины

- «Всеядность» двигателя — как и для локомотивов, основным преимуществом паровых автомобилей является то, что они могут использовать практически любые источники тепла для преобразования его в механическую работу. Это отличает их от двигателей внутреннего сгорания, каждый тип которых требует использования определённого вида топлива. Подобными свойствами также обладают другие типы двигателей внешнего сгорания, такие как двигатель Стирлинга, которые могут обеспечить весьма высокую эффективность, но имеют существенно большие вес и размеры, чем современные типы паровых двигателей. Как все двигатели внешнего сгорания (вернее — внешнего подвода тепла), двигатель может работать от почти любого перепада температур, угольной или дровяной печи и т. д.
- Простота конструкции — конструкция двигателя очень проста, он не требует дополнительных систем, таких как газораспределительный механизм. Он запускается самостоятельно и не нуждается в стартере. Его характеристики позволяют избавиться от коробки передач. В середине XX века отмечалось, что паровая машина, допуская бесступенчатое регулирование и плавное изменение крутящего момента в сравнительно широких пределах, выгодно отличается по характеристикам от ряда других транспортных двигателей. Хорошая тяговая характеристика паровой машины и приспособляемость к переменным режимов работы позволяют упростить трансмиссию парового автомобиля. На грузовых паровых автомобилях может устанавливаться упрощенная коробка передач с двумя ступенями скорости — прямой и понижающей передачами. Благодаря реверсивности паровой машины «задний ход» в коробке передач у парового автомобиля отсутствует.
- Увеличенный ресурс — простота конструкции, отсутствие многих «нежных» агрегатов позволяет обеспечить небывалый для других двигателей ресурс в десятки и сотни тысяч часов непрерывной работы.
- Экономичность — современные тепловые машины на пару иногда дают больший КПД, чем даже карбюраторные машины (до 34 %), Пар расходуется только во время движения, а когда автомобиль останавливается, паровой двигатель выключается, для сравнения двигателю внутреннего сгорания же приходится сжигать топливо даже вхолостую.
- Бесшумность двигателя — тепловые машины на пару не имеют выхлопа, а значит машина не шумит.
- Экологичность — сам по себе двигатель не имеет каких-то частей или процессов, которые могут способствовать загрязнению окружающей среды. Он не расходует рабочее тело. Экологичность двигателя обусловлена прежде всего экологичностью источника тепла. Обеспечить полноту сгорания топлива в двигателе внешнего сгорания проще, чем в двигателе внутреннего сгорания.
- Одним из главных преимуществ широкого использования двигателей внешнего сгорания является ослабление зависимости экономики стран импортёров нефтепродуктов от непредсказуемости действий иностранных поставщиков жидкого топлива.

В США военной Совещательной комиссией Центра консультативного анализа Морского Флота было определено, что 
«Наша зависимость от иностранной нефти сокращает наше международное влияние, приводит к военному вмешательству в опасных регионах мира, финансирует те страны и лиц, которые хотят причинить нам вред, и ослабляет нашу экономику, наша зависимость и неэффективное использование нефтепродуктов также подвергает опасности наши войска»
Паровые локомотивы неплохо показывают себя на больших высотах, поскольку эффективность их работы не падает в связи с низким атмосферным давлением. Паровозы до сих пор используются в горных районах Латинской Америки, несмотря на то, что в равнинной местности они давно были заменены более современными типами локомотивов (электровозы и тепловозы).
В Швейцарии (Brienz Rothhorn) и в Австрии (Schafberg Bahn) новые паровозы, использующие сухой пар, доказали свою эффективность. Этот тип паровоза был разработан на основе моделей Swiss Locomotive and Machine Works (SLM) 1930-х годов со множеством современных усовершенствований: использования роликовых подшипников, современной теплоизоляции, сжигания в качестве топлива лёгких нефтяных фракций, улучшенных паропроводов, и т. д. В результате такие паровозы имеют на 60 % меньшее потребление топлива и значительно меньшие требования к обслуживанию. Экономические качества таких паровозов сравнимы с современными дизельными и электрическими локомотивами.
Паровой двигатель, выпускающий пар в атмосферу, будет иметь практический КПД (включая котёл) от 1 до 8 %, однако двигатель с конденсатором и расширением проточной части может улучшить КПД до 25 % и даже более. Тепловая электростанция с пароперегревателем и регенеративным водоподогревом может достичь КПД 30 — 42 %. Парогазовые установки с комбинированным циклом, в которых энергия топлива вначале используется для привода газовой турбины, а затем для паровой турбины, могут достигать коэффициента полезного действия 50 — 60 %. Несмотря на то, что на данный момент парогазовый цикл используется на крупных энергетических объектах, в компании BMW сделали предположение о возможности использования его в автомобилях. Предполагается использовать выхлопные газы автомобиля для работы небольшой паровой турбины.
Одной из наиболее современных разработок в этом направлении является британский радиальный паровой двигатель «Циклон Марк 5» (англ. Cyclone Mark V Steam Engine) использованный для установления мирового рекорда скорости в 2009 году — при весе в 152 кг он развивает 100 л. с. и имеет КПД в 34 %. Разработчики указывают на такие преимущества, как надежность, чистота выхлопа из-за плавности горения топлива, простота и дешевизна производства по сравнению с дизельным двигателем той же мощности
Во многих отраслях промышленности (угольная, торфодобывающая, сельскохозяйственная) существует ситуация, когда дешёвое, низкокачественное, твёрдое топливо используется для различных хозяйственных нужд, таких как отопление, сушка сырья и тому подобное. Только в США количество биомассы, которую потенциально можно использовать в качестве автомобильного топлива, достигает миллиарда тонн в год, однако в настоящий момент правительственные программы по большей части направлены на разработку технологии производства жидкого синтетического топлива из биомассы (а именно этанола и биодизеля), что по большей части приводит к расходу средств на государственные субсидии и подорожанию продовольствия, в то время когда использования синтетического твердого топлива (опилочных гранул) ограничено по большей части лишь отоплением.
В Индии ежегодно выращивается около 80 миллионов тонн бамбука. Правительство Индии учредило Национальную Миссию Бамбуковых Приложений (NMBA). С 1996 по 2006 годы в Индии была построена 101 электростанция, работающая на биомассе, суммарной мощностью 750 МВт. Всего в Индии ежегодно выращивается более 540 миллионов тонн различных растений, большая часть которых в настоящее время не утилизируется.
Багасса сахарного тростника используется в Бразилии в качестве топлива на электростанциях. В 2000 году в Бразилии было произведено около 50 миллионов тонн биомассы. В 2001 году в Бразилии на биомассе работали электростанции суммарной мощностью 1350 МВт.

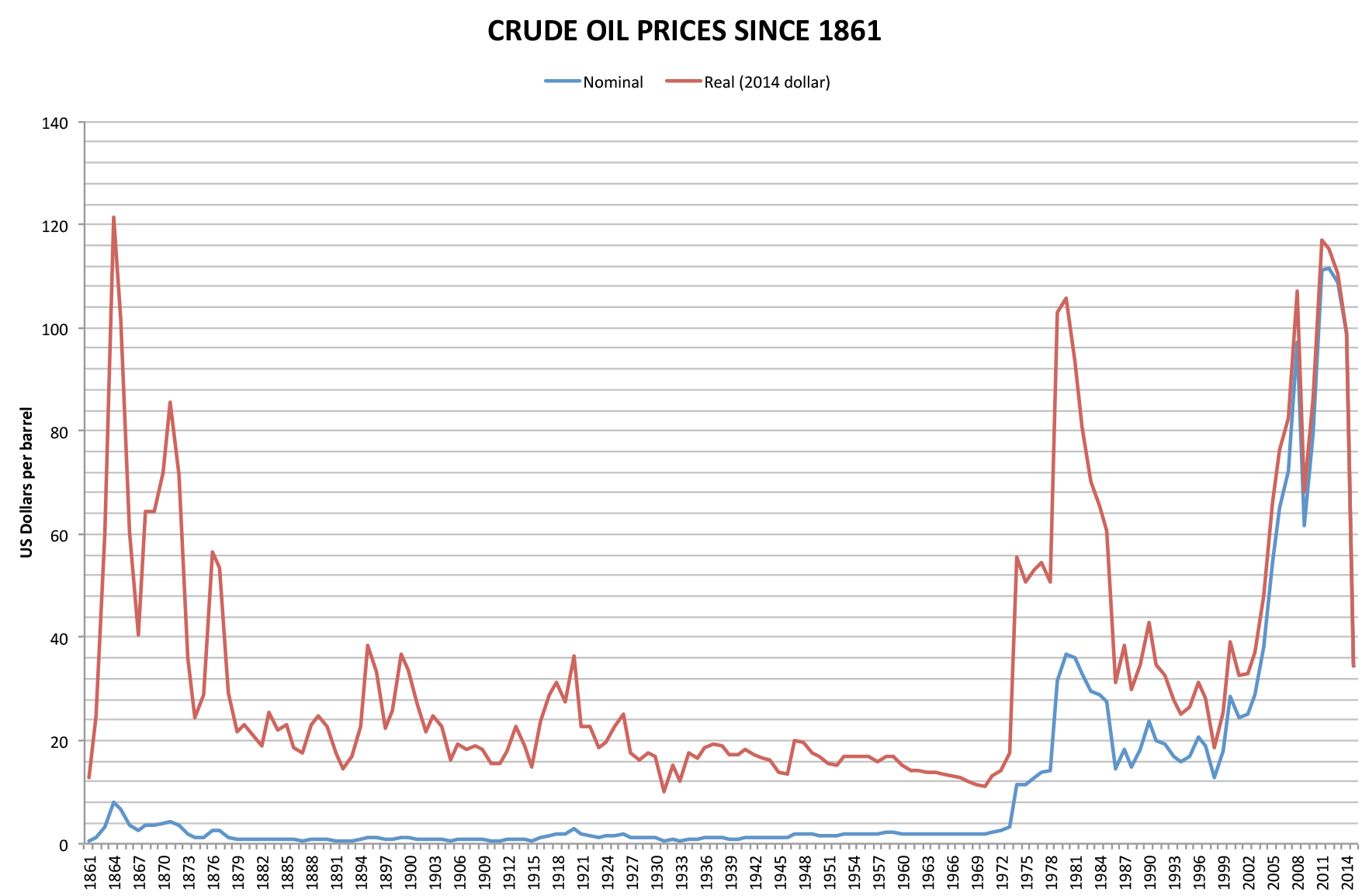
Цены на нефть с 1861 по 2014 годы, в долларах 2014 года

В условиях резкого повышения цен на нефтепродукты и возникшим ножницам цен между жидким и твёрдым топливом эти отрасли могут быть заинтересованы в разработке современных экономичных паровых машин, как для производства электроэнергии для своих нужд, так и для использования их в качестве двигателей, возможно в гибридных двигателях. Однако в настоящее время культура эксплуатации паровых двигателей по большей части уже давно утеряна и производители паровых машин давно перешли на производство ДВС. Так что скорого возникновения на рынке современных компактных паровых машин ожидать не приходится.

## Паровой автомобиль в искусстве

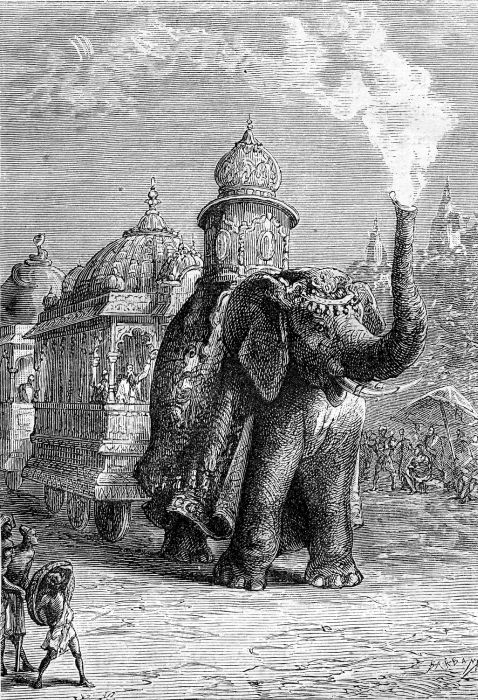
Иллюстрация 1880 г. к роману Жюля Верна «Паровой дом»

Одним из первых жанровых направлений, повествующих о выдающемся молодом изобретателе и его изобретениях, является эдисонада XIX—XX веков. Ранним примером этого жанра является произведение для подростков «Паровой человек в прериях» (1868) Эдварда С. Эллиса.
Хотя паровые автомобили давно уже существовали ко времени написания романа Жюля Верна «Паровой дом» в 1880 году, механические слоны, использовавшие для передвижения энергию пара, были первыми шагоходами в литературе и послужили прототипом знаменитым имперским ходячим боевым машинам из миров «звёздных войн» (тяжелые шагоходы AT-AT).
Паровая машина — один из значимых атрибутов культуры стимпанк (паропанк) и её производных.
В американском постапокалиптическом телесериале «Революция» в нескольких эпизодах фигурируют паровые автобусы и мотоциклы.

## Галерея

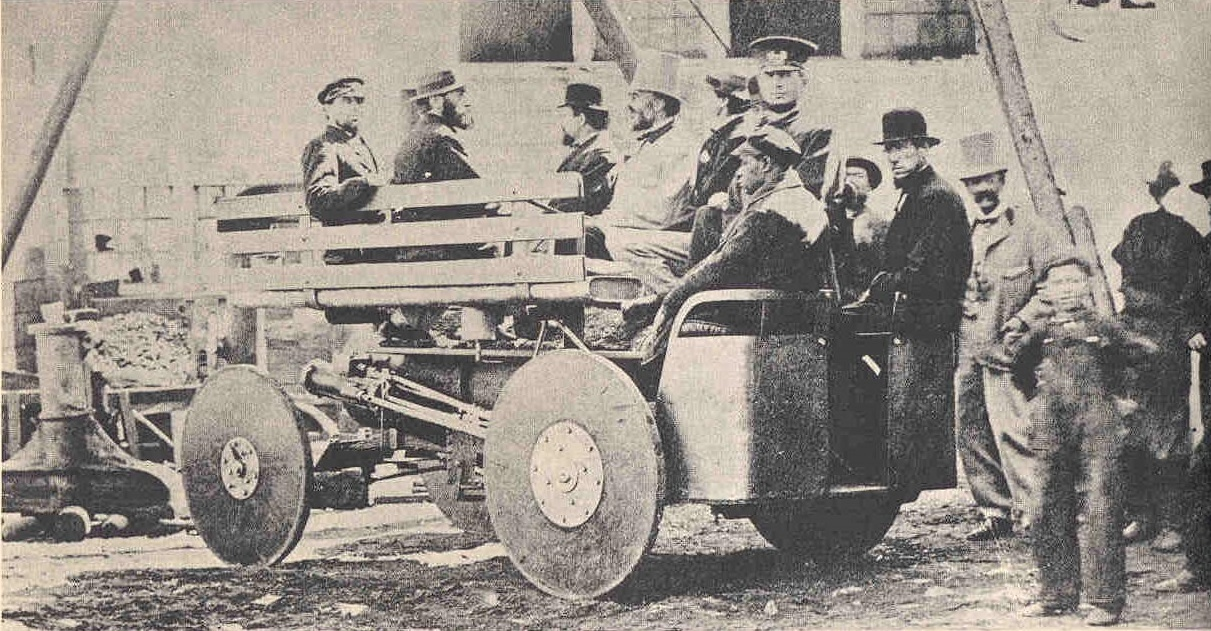
1857 «Red Devil Steamer»
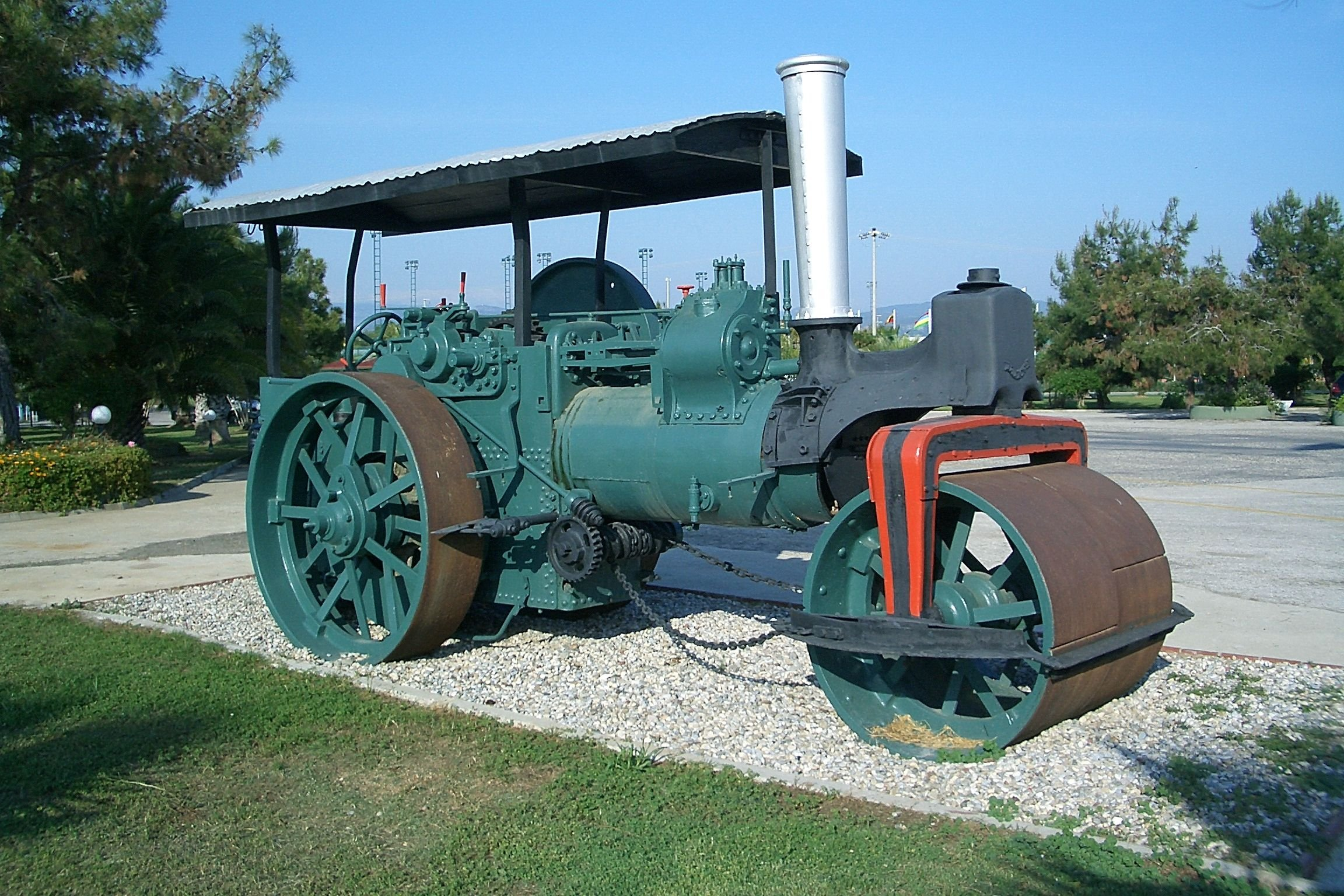
Паровой каток, 1902 год
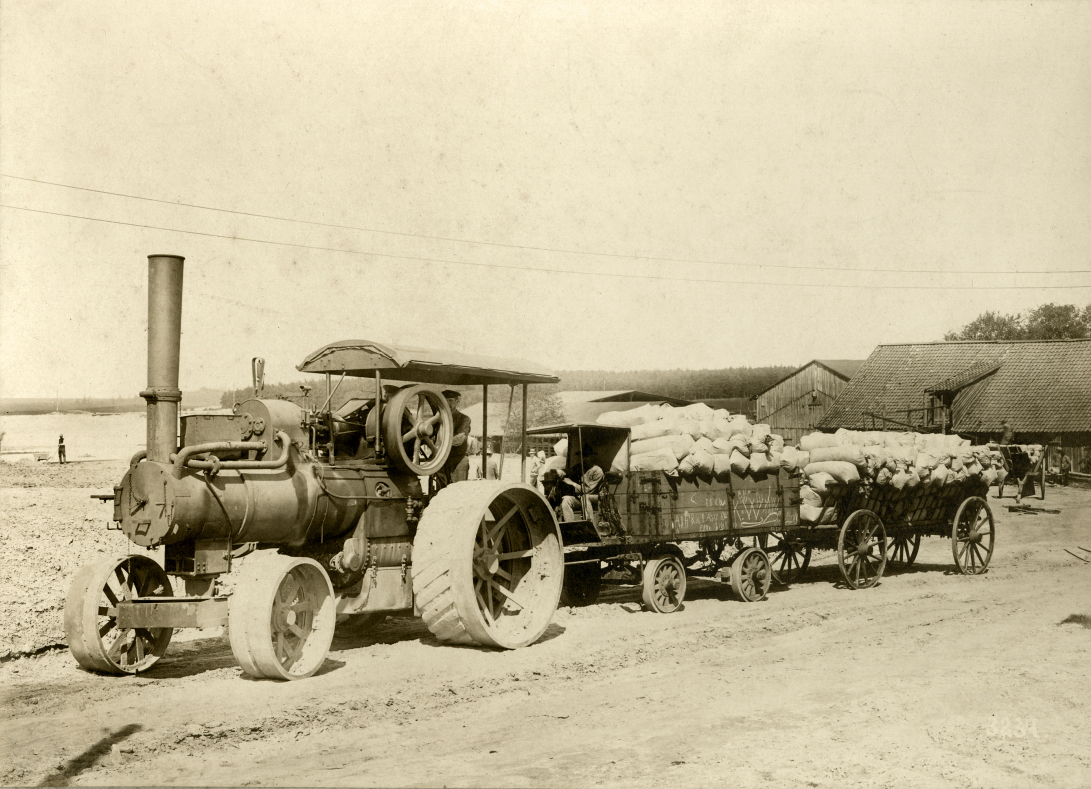
Паровой тягач. ок. 1900-1913 годы
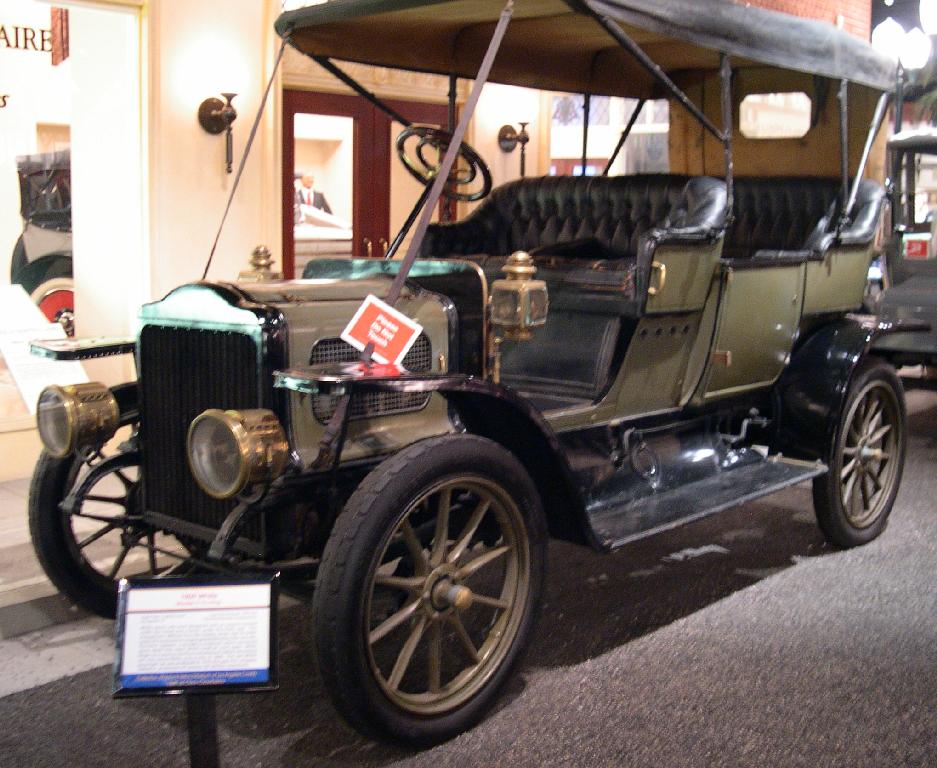
White touring car (1909). Имел паровой двигатель совершенной конструкции использовавший перегретый пар
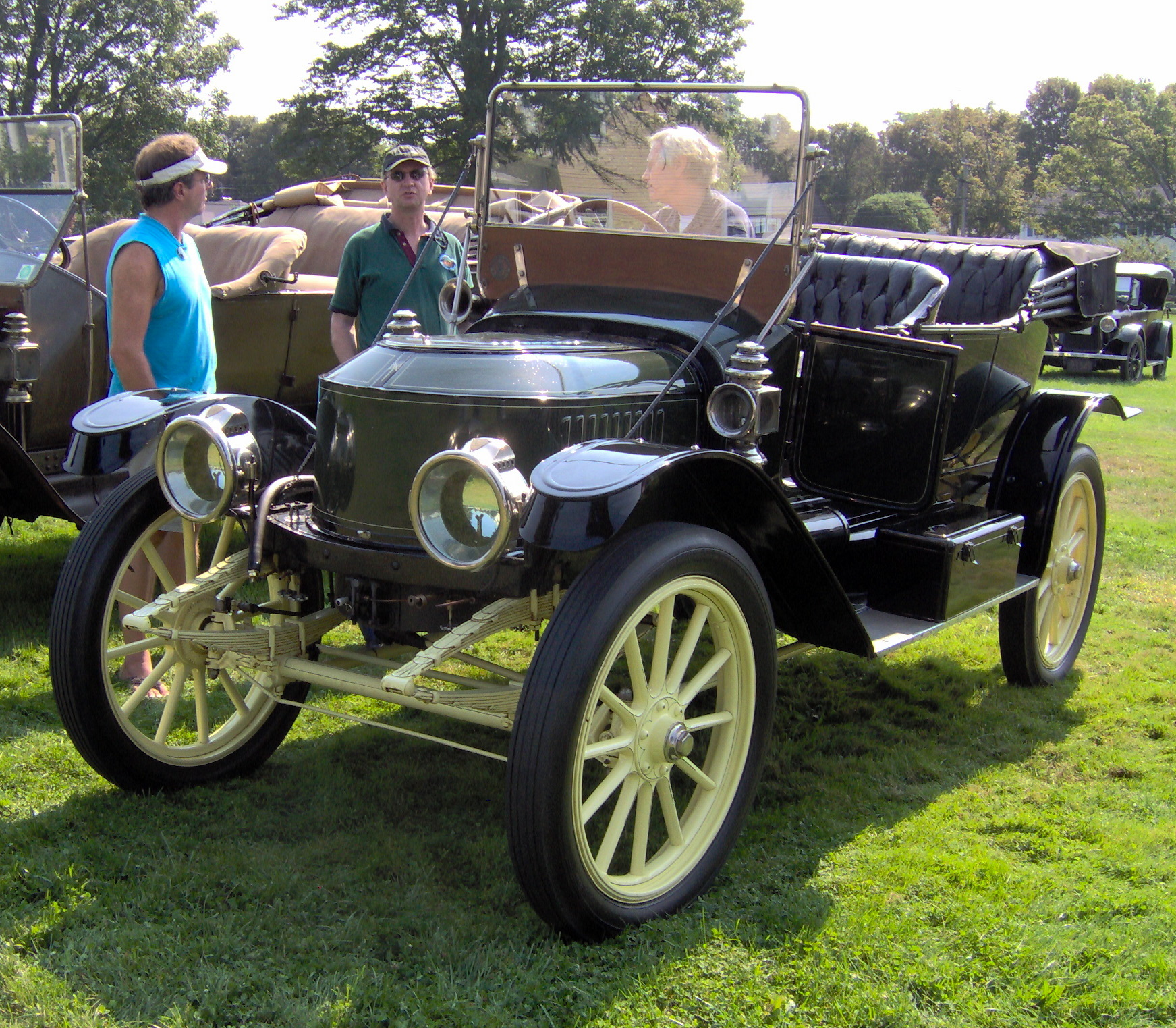
Stanley Steamer, 1912
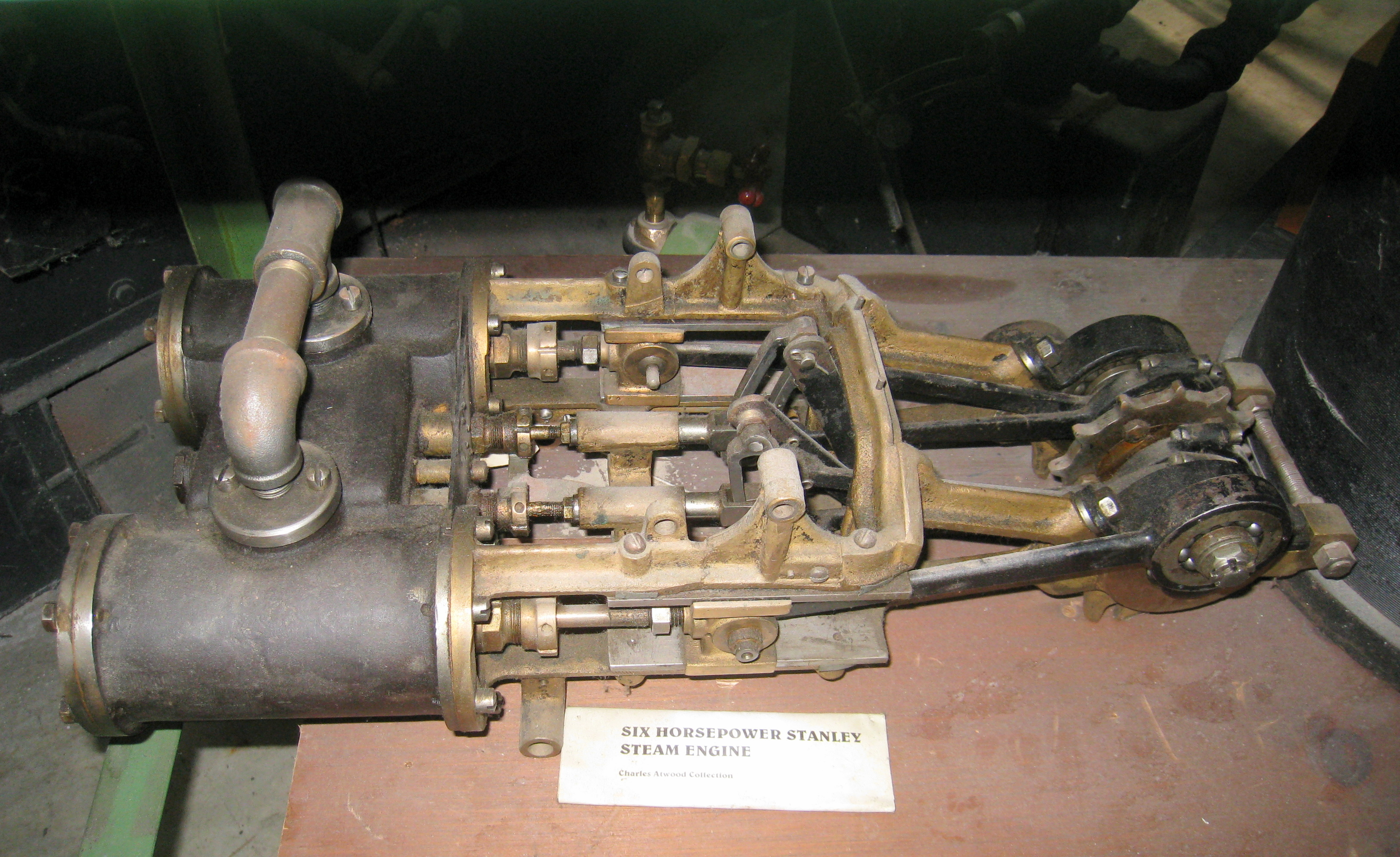
Компаундный двухцилиндровый двигатель "Stanley Steam" двойного расширения не нуждался в трансмиссии и был подключён напрямую к оси машины. Мощность 6 л.с.
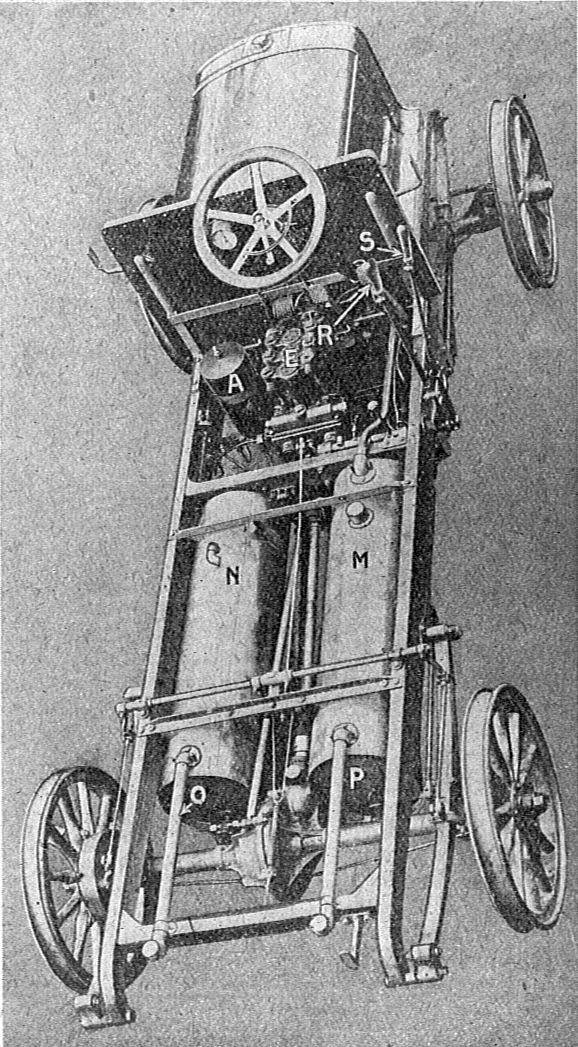
Паровой автомобиль Pearson-Cox, ок. 1919 год
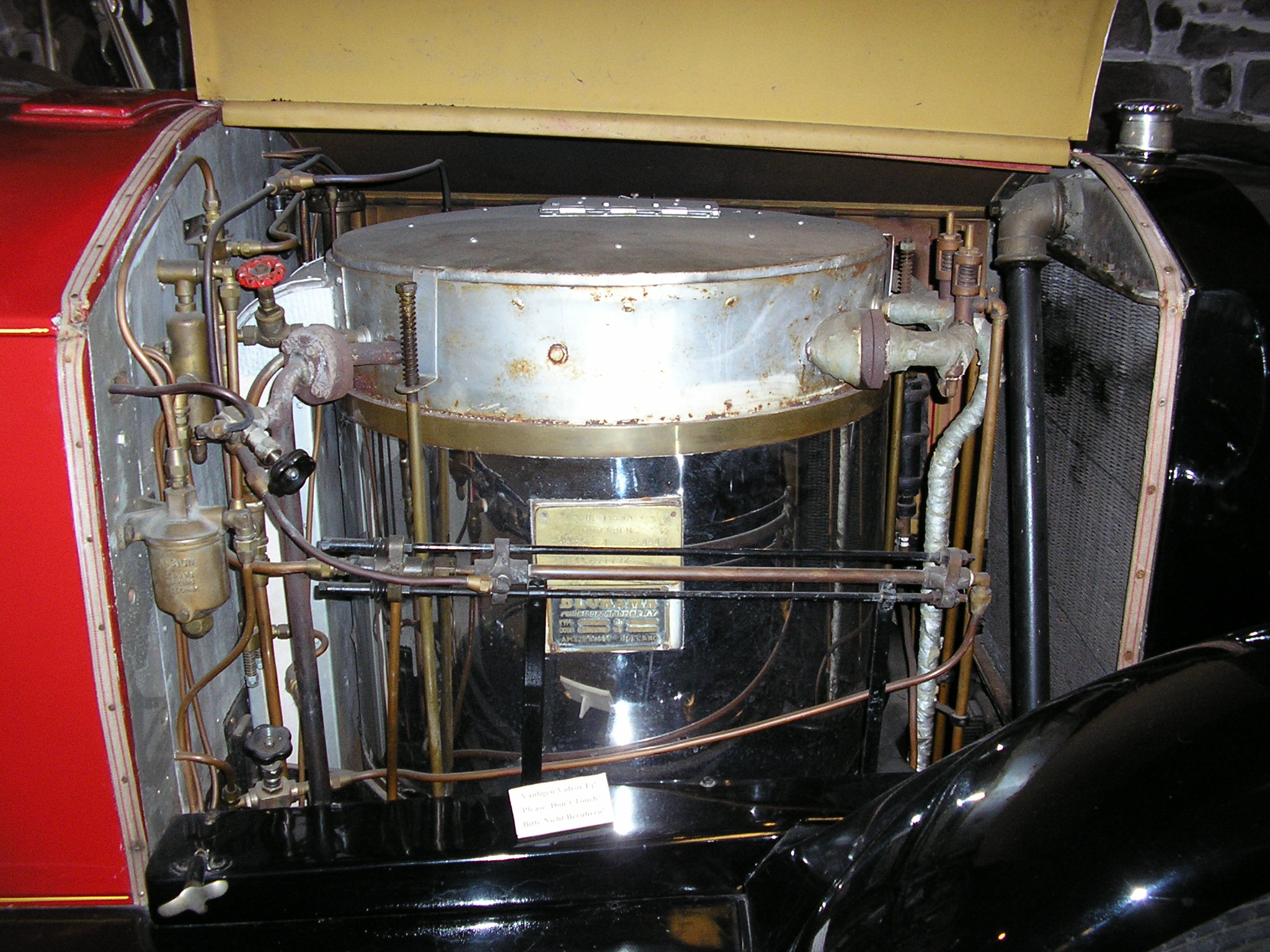
Stanley Steamer Серии 740 в 1924.
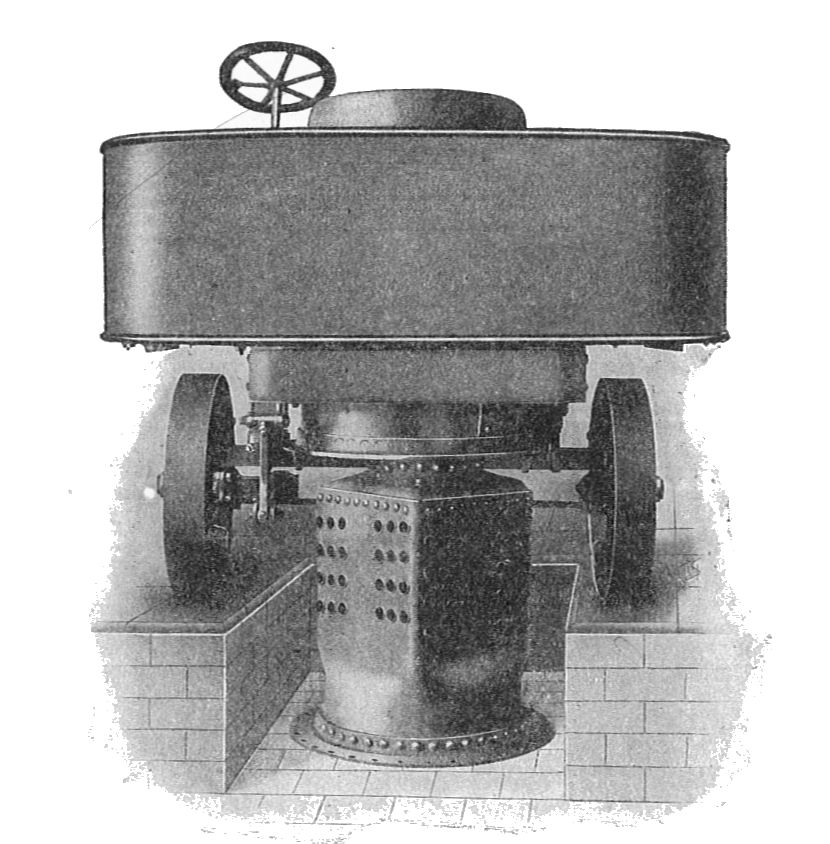
Цилиндрическая часть котла
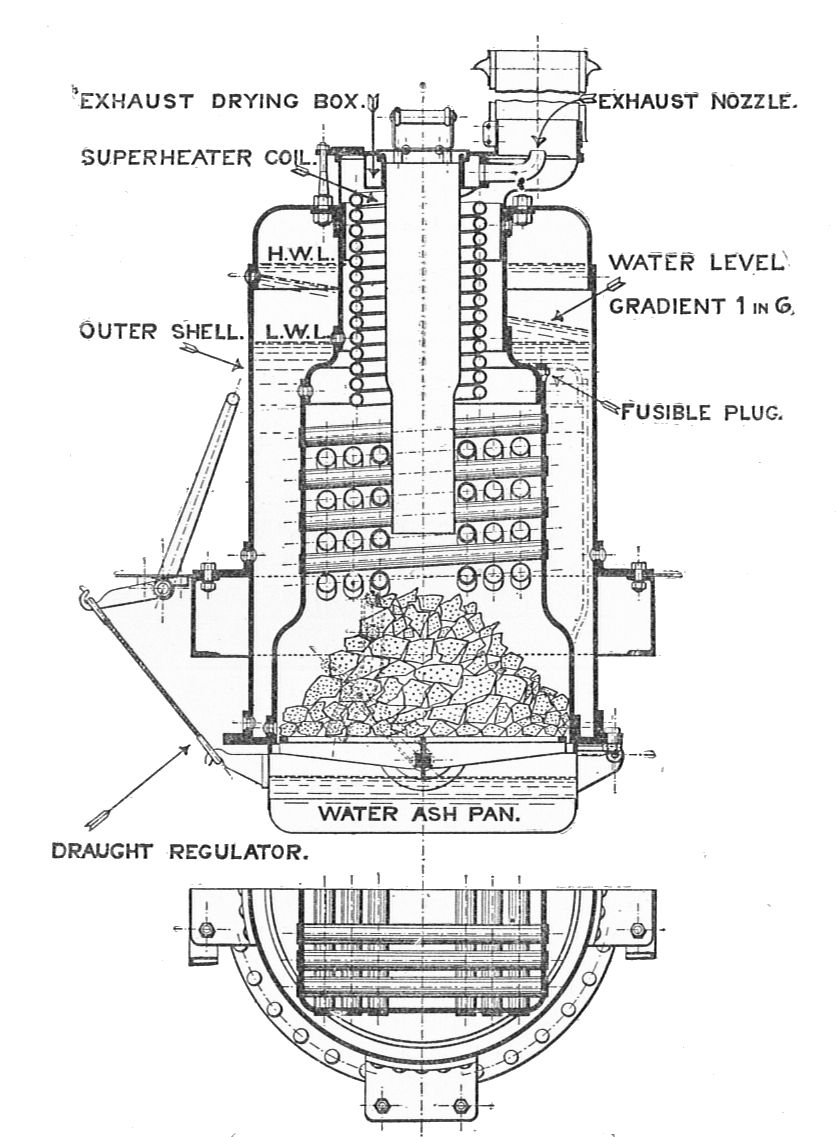
Вертикальный котёл паромобиля марки Sentinel.
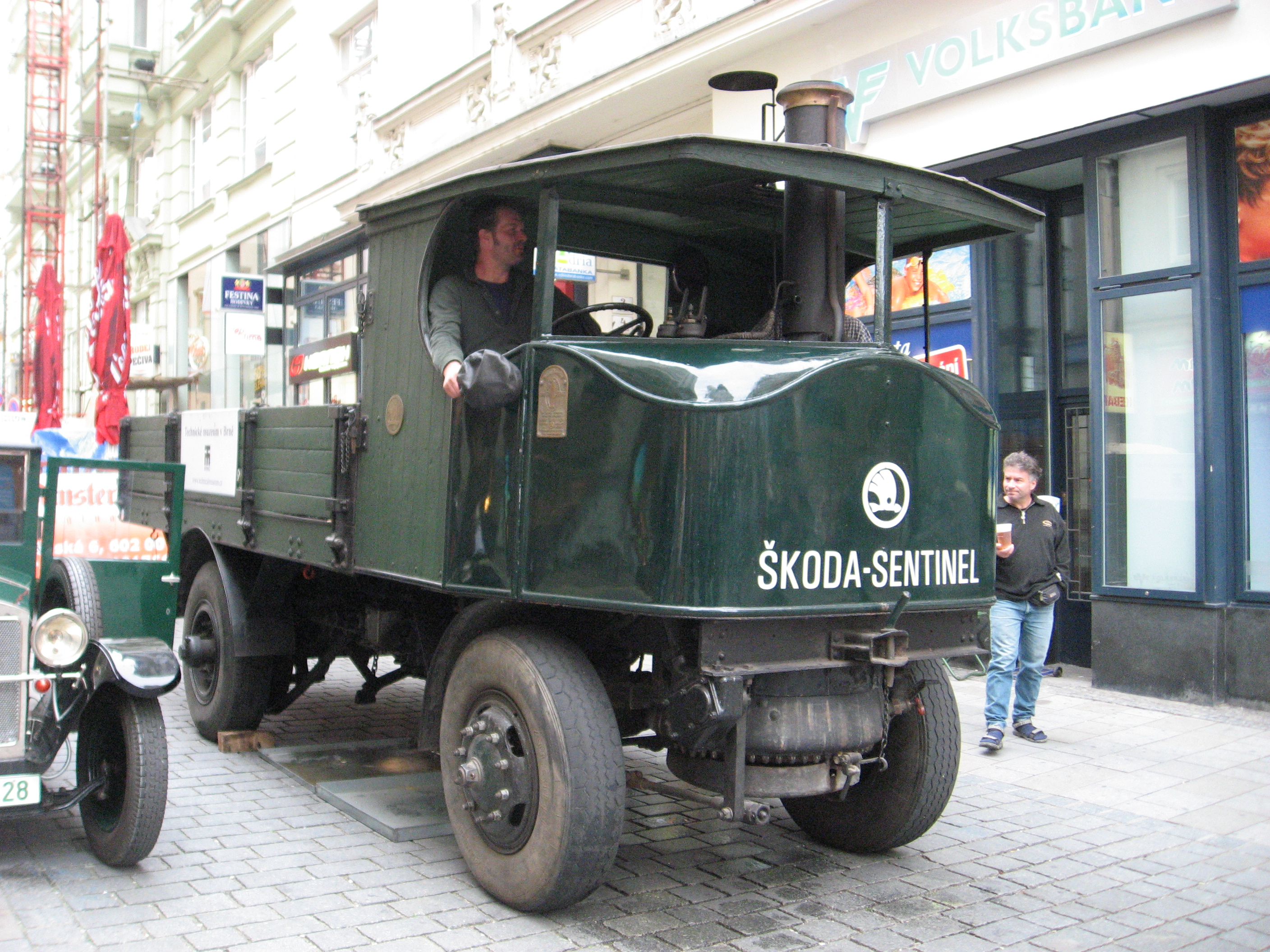
5-тонный автомобиль английской фирмы Сентинел (Sentinel 1924-1935). Топка установлена перед шофером, который также является кочегаром
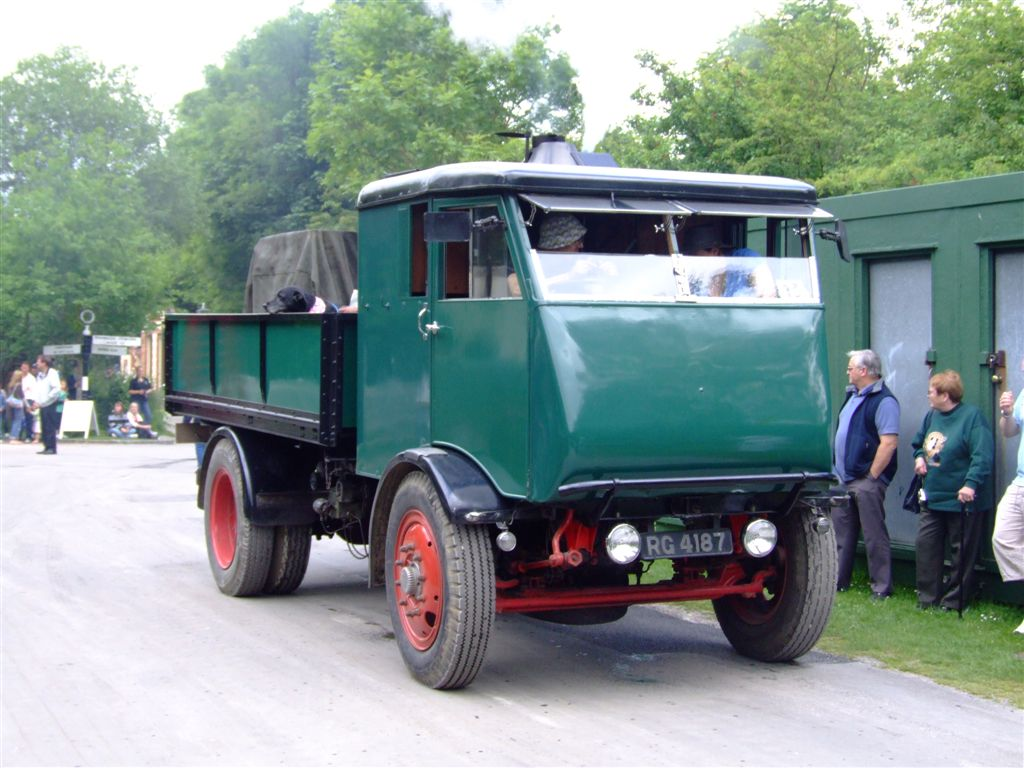
Паровой грузовик Сентинел модели VBT 1933 года был технически более совершенен и имел автоматическую топку, тем самым не отвлекая шофёра от управления машиной.